# Viaggi apostolici di papa Francesco
     Italia e Città del Vaticano
     3 viaggi
     2 viaggi
     1 viaggio
     0 viaggi

Paesi visitati da papa Francesco
Italia e Città del Vaticano
3 viaggi
2 viaggi
1 viaggio
0 viaggi

In questa voce sono elencati i viaggi apostolici e le visite pastorali di papa Francesco, 266º papa della Chiesa cattolica e 8º sovrano dello Stato della Città del Vaticano.
Essi sono così chiamati in quanto il papa è il successore dell'apostolo Pietro; agli effetti del diritto internazionale sono viaggi di cortesia diplomatici tra capi di Stato o rappresentanze locali dello Stato ospitante opportunamente delegate.
I viaggi apostolici all'estero, come anche quelli in Italia, sono elencati in ordine di data.
Le uscite compiute all'interno della diocesi di Roma rientrano nella definizione tradizionale di visite pastorali, poiché di essa il papa è il vescovo.
Durante il suo pontificato, papa Francesco ha compiuto complessivamente 47 viaggi apostolici in 66 diverse nazioni e 40 visite pastorali in 49 differenti città o frazioni d'Italia.

## Viaggi apostolici al di fuori dell'Italia

### 2013

#### Brasile(22-29 luglio 2013)

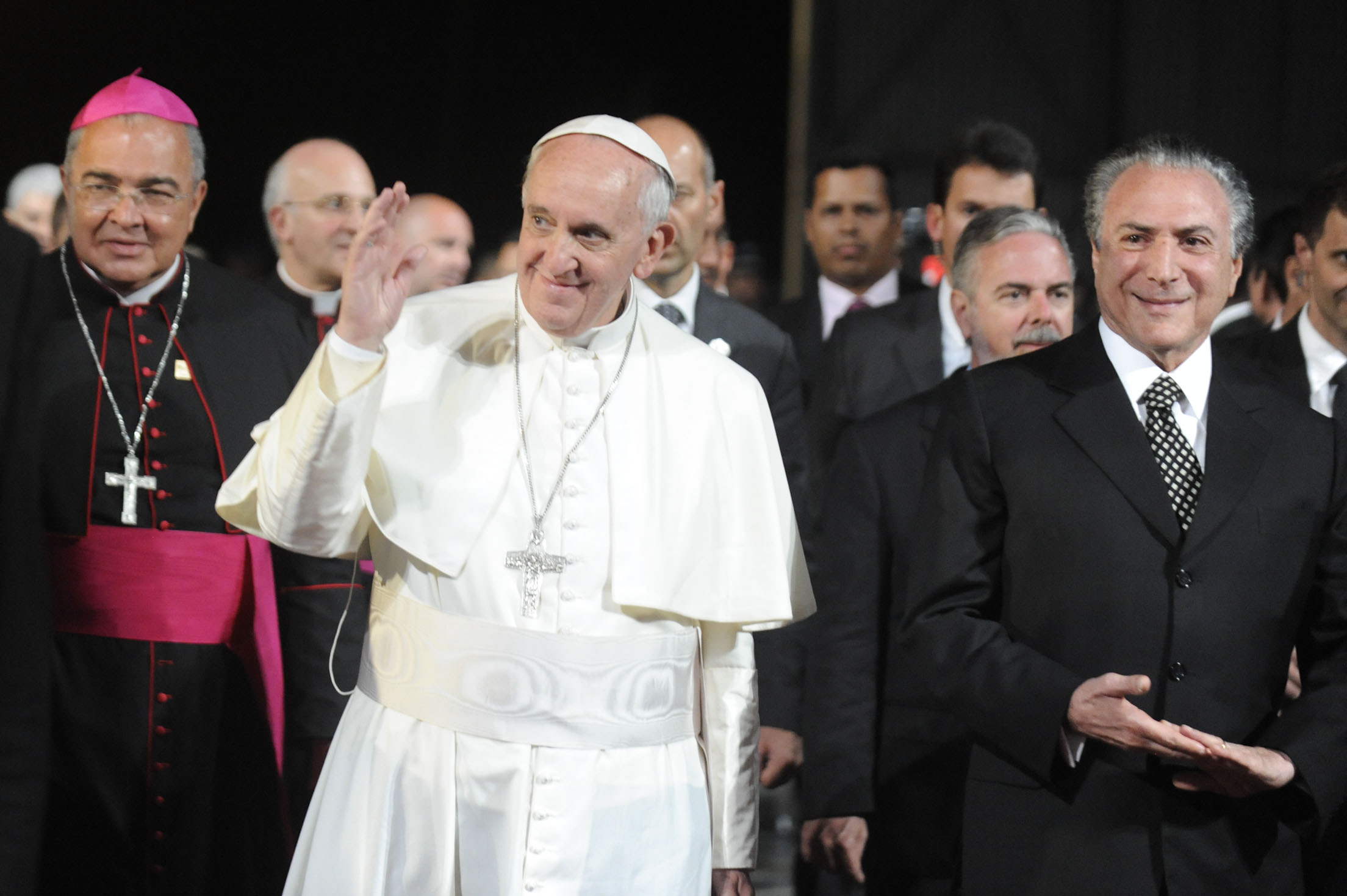
Papa Francesco durante la Giornata mondiale della gioventù 2013

Il viaggio apostolico in Brasile, svoltosi dal 22 al 29 luglio 2013 in occasione della XXVIII Giornata mondiale della gioventù tenutasi a Rio de Janeiro, è stato il primo viaggio apostolico di Bergoglio dopo la sua elezione a pontefice. Dopo una visita di cortesia al presidente della Repubblica Dilma Rousseff nel Palazzo Guanabara e un giorno di riposo, ha visitato il Santuario di Nostra Signora della Concezione di Aparecida e l'ospedale di San Francesco d'Assisi. Il 25 luglio ha ricevuto le chiavi della città di Rio de Janeiro e ha benedetto le bandiere olimpiche; successivamente si è recato presso la favela di Varginha per incontrarne i residenti. Il 26 luglio ha celebrato la Via Crucis e sabato 27 luglio la veglia alla grande spiaggia di Copacabana. Il 28 luglio papa Francesco ha celebrato la messa di chiusura a Copacabana prima di ripartire per Roma, alla presenza di circa tre milioni di fedeli. Alla fine della cerimonia ha annunciato che la prossima Giornata mondiale della gioventù si terrà a Cracovia, in Polonia, nell'estate del 2016.

### 2014

#### Terra Santa (24-26 maggio 2014) -Giordania,Palestina,Israele

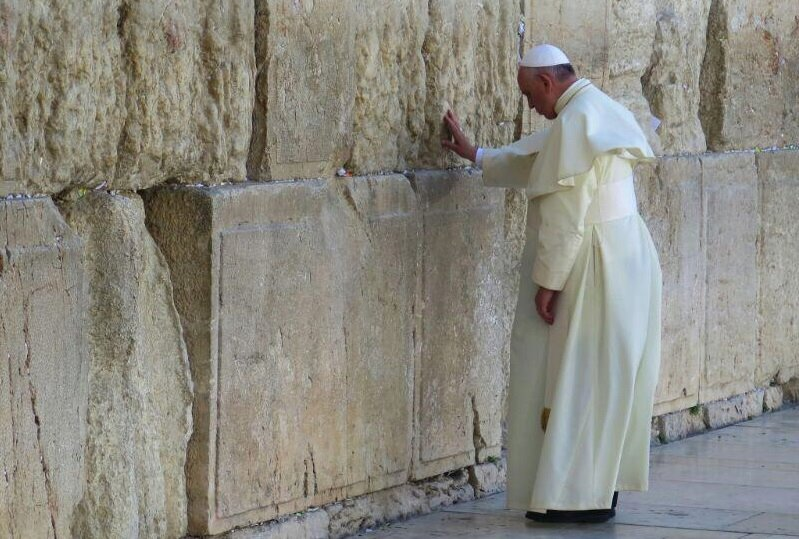
Papa Francesco al Muro del Pianto

Nel corso del suo pellegrinaggio il Papa ha visitato Amman in Giordania, Betlemme in Palestina e Gerusalemme in Israele. Nella città santa per le tre religioni abramitiche è avvenuto un incontro ecumenico con il Patriarca ecumenico Bartolomeo I e il Patriarca ortodosso di Gerusalemme Teofilo III, come da lui annunciato nell'Angelus del 5 gennaio 2014.

#### Corea del Sud(13-18 agosto 2014)

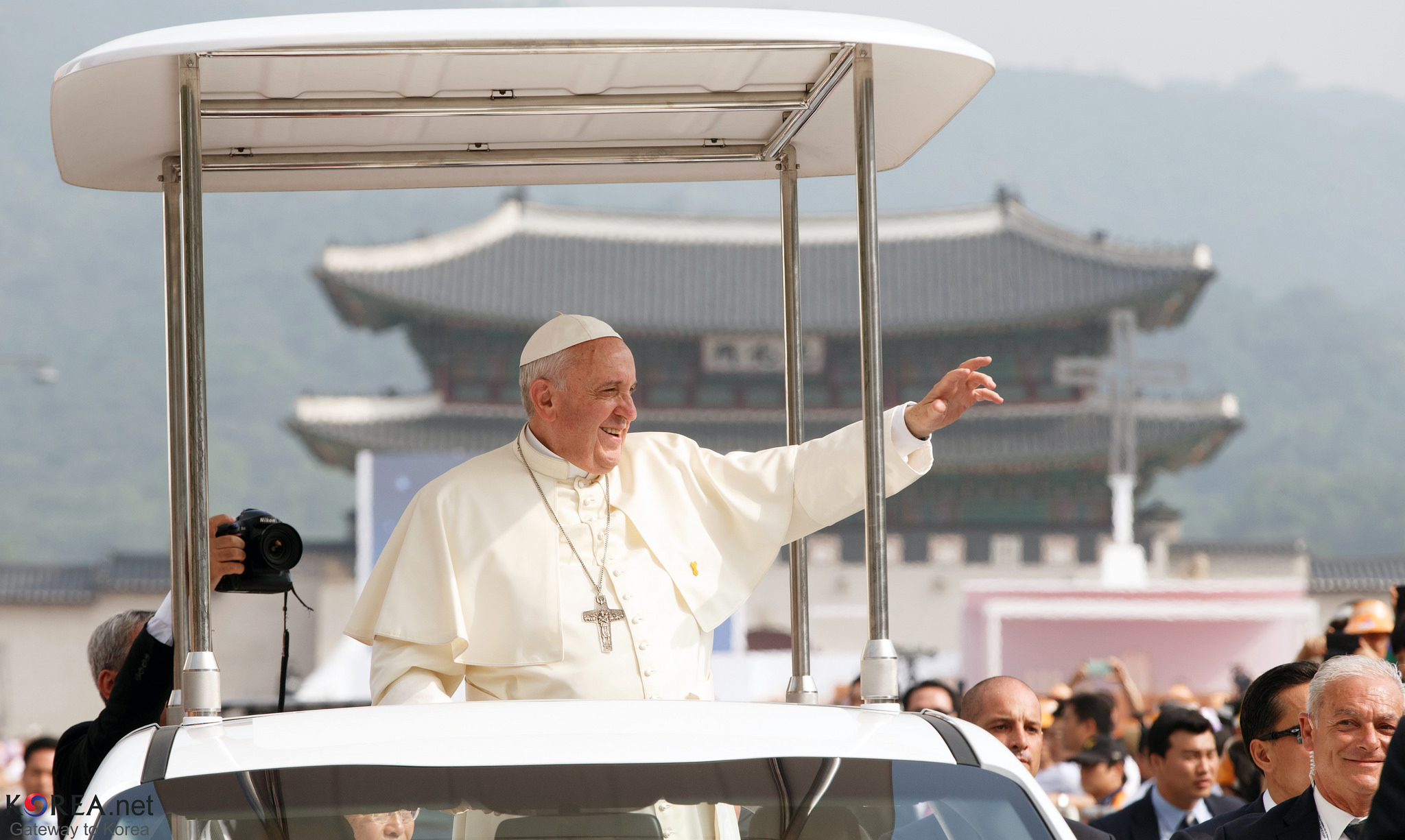
Papa Francesco durante la sua visita in Corea del Sud

Primo viaggio apostolico in Asia in occasione della VI Giornata della Gioventù Asiatica che si svolge nella diocesi di Daejeon in Corea del Sud. Il Papa ha, inoltre, beatificato 124 martiri coreani ed ha celebrato una messa per la pace nella Cattedrale di Seul.

#### Albania(21 settembre 2014)
Il Papa si è recato a Tirana il 21 settembre 2014, primo viaggio apostolico in Europa, come da lui stesso annunciato nel corso della preghiera dell'Angelus del 15 giugno 2014:

#### FranciaI (25 novembre 2014)

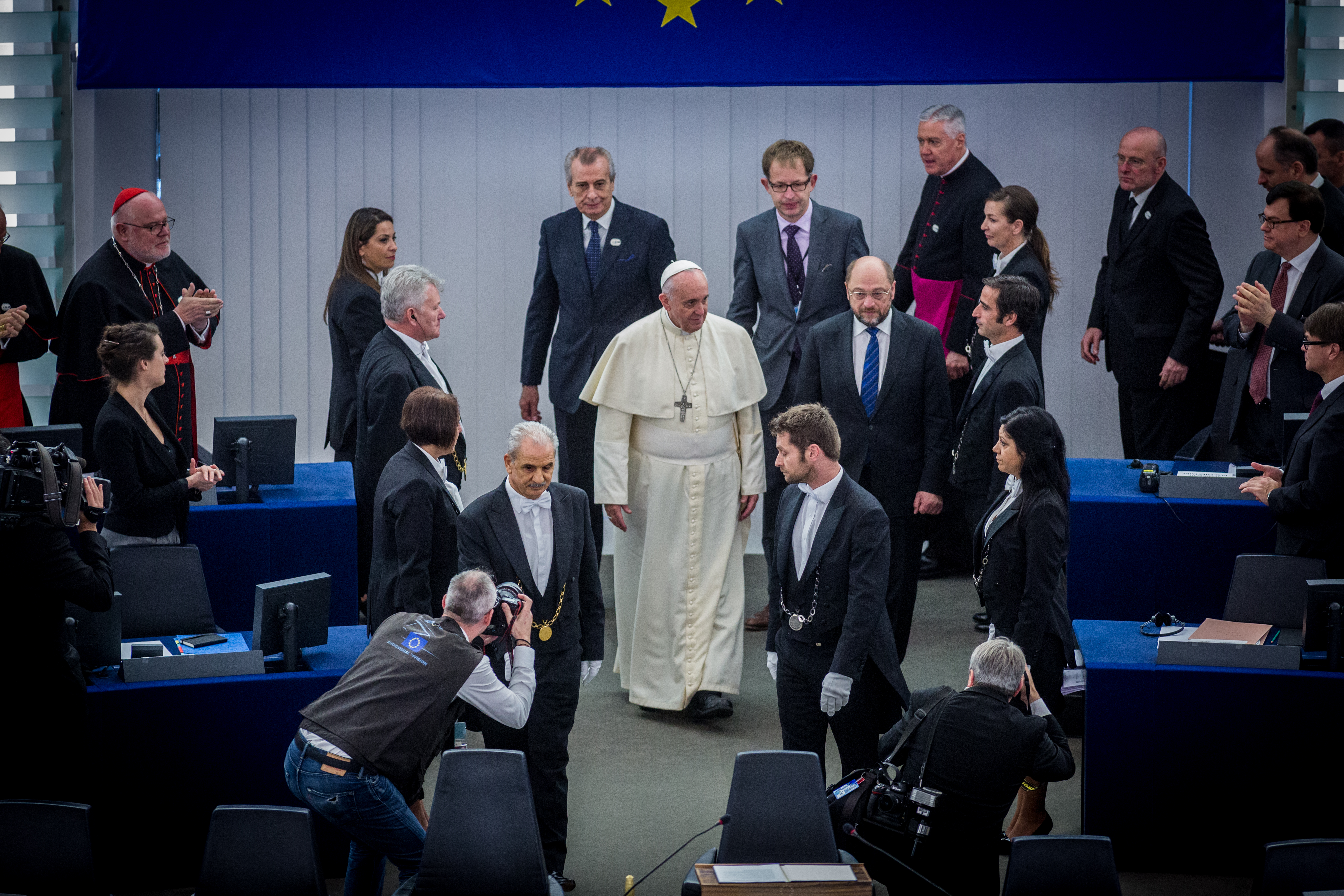
Papa Francesco arriva al Parlamento europeo

Il Papa si è recato a Strasburgo il 25 novembre 2014 per visitare il Parlamento europeo e il Consiglio d'Europa. Partito dall'aeroporto di Roma Fiumicino alla volta di Strasburgo alle 7:55, è ritornato a Roma verso le 15:50 del medesimo giorno.

#### Turchia(28-30 novembre 2014)
Su invito del Patriarcato Ecumenico e del Presidente della Repubblica, papa Francesco si è recato in Turchia dal 28 al 30 novembre.

### 2015

#### Sri LankaeFilippine(12-19 gennaio 2015)

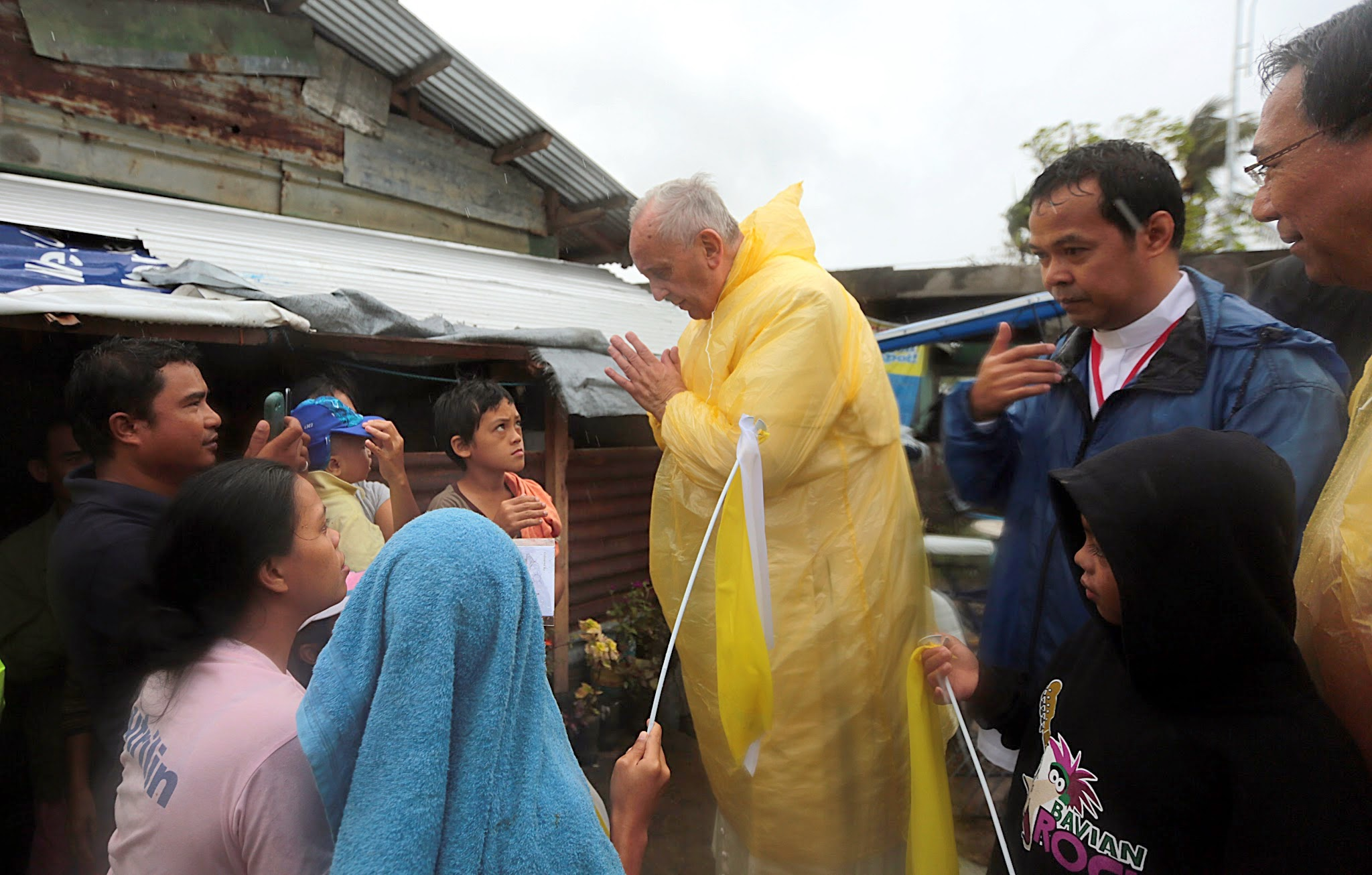
Papa Francesco con l'impermeabile nelle Filippine

Viaggio apostolico dal 12 al 19 gennaio 2015 in occasione della canonizzazione del beato Giuseppe Vaz.

#### Bosnia ed Erzegovina(6 giugno 2015)
Il Papa, come annunciato nell'Angelus del 1º febbraio, si è recato nella capitale della Bosnia ed Erzegovina.

#### Ecuador,BoliviaeParaguay(6-12 luglio 2015)
Il Papa è stato in Ecuador dal 6 all'8 luglio 2015, dall'8 al 10 luglio ha visitato la Bolivia, mentre tra il 10 e il 12 luglio ha compiuto la visita in Paraguay, dove ha visitato la Cattedrale di Nuestra Señora de los Milagros a Caacupé. La previsione del viaggio è stata confermata dallo stesso Pontefice, mentre le date sono state indicate in una dichiarazione del direttore della Sala stampa della Santa Sede del 16 aprile 2015.

#### CubaeStati Uniti(19-27 settembre 2015)

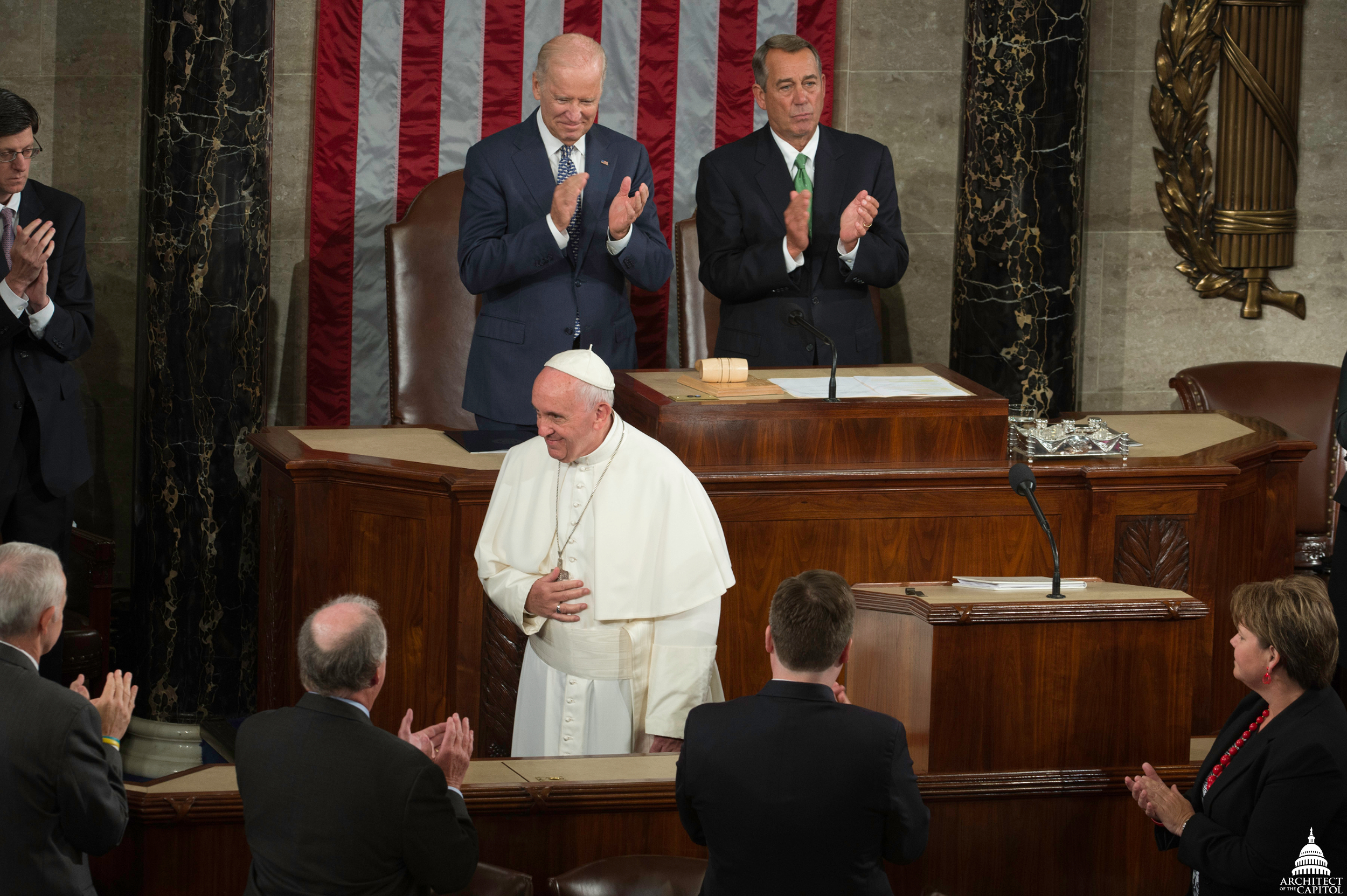
Papa Francesco al Congresso degli Stati Uniti d'America

Prima di raggiungere gli Stati Uniti, il Pontefice ha deciso di inserire una tappa nell'isola di Cuba dopo la ripresa delle relazioni diplomatiche tra i due paesi. Negli Stati Uniti ha visitato New York, Washington e Filadelfia dove ha presieduto la celebrazione dell'Incontro mondiale delle famiglie dal 22 al 27 settembre 2015. Con l'occasione papa Francesco ha raggiunto anche la capitale e ha parlato all'ONU.

#### Kenya,UgandaeRep. Centrafricana(25-30 novembre 2015)
Il Papa ha visitato il Kenya dal 25 al 27 novembre, l'Uganda dal 27 al 29 novembre e la Repubblica Centrafricana dal 29 al 30 novembre, durante la quale ha aperto la porta santa della cattedrale di Bangui, nell'ambito del Giubileo straordinario della misericordia. La celebrazione del cinquantenario della canonizzazione dei Martiri Ugandesi è stata posticipata appositamente in attesa della visita di papa Francesco.

### 2016

#### Messico(12-18 febbraio 2016)

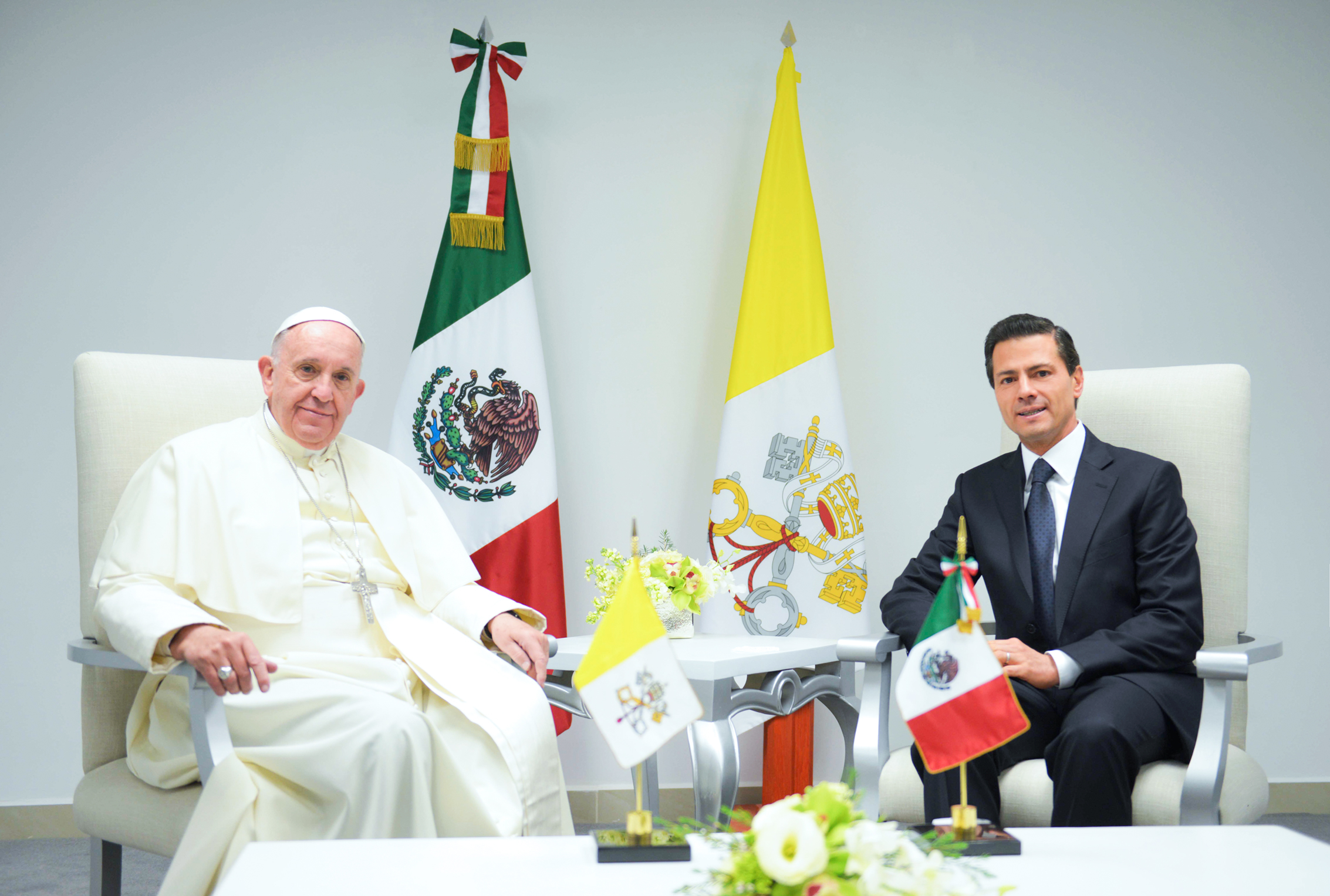
Il Papa con il presidente messicano Enrique Peña Nieto

Il 12 febbraio il Papa, prima di giungere in Messico, ha fatto scalo a Cuba, dove ha incontrato il patriarca ortodosso di Mosca Cirillo presso l'Aeroporto di L'Avana.

#### GreciaI (16 aprile 2016)

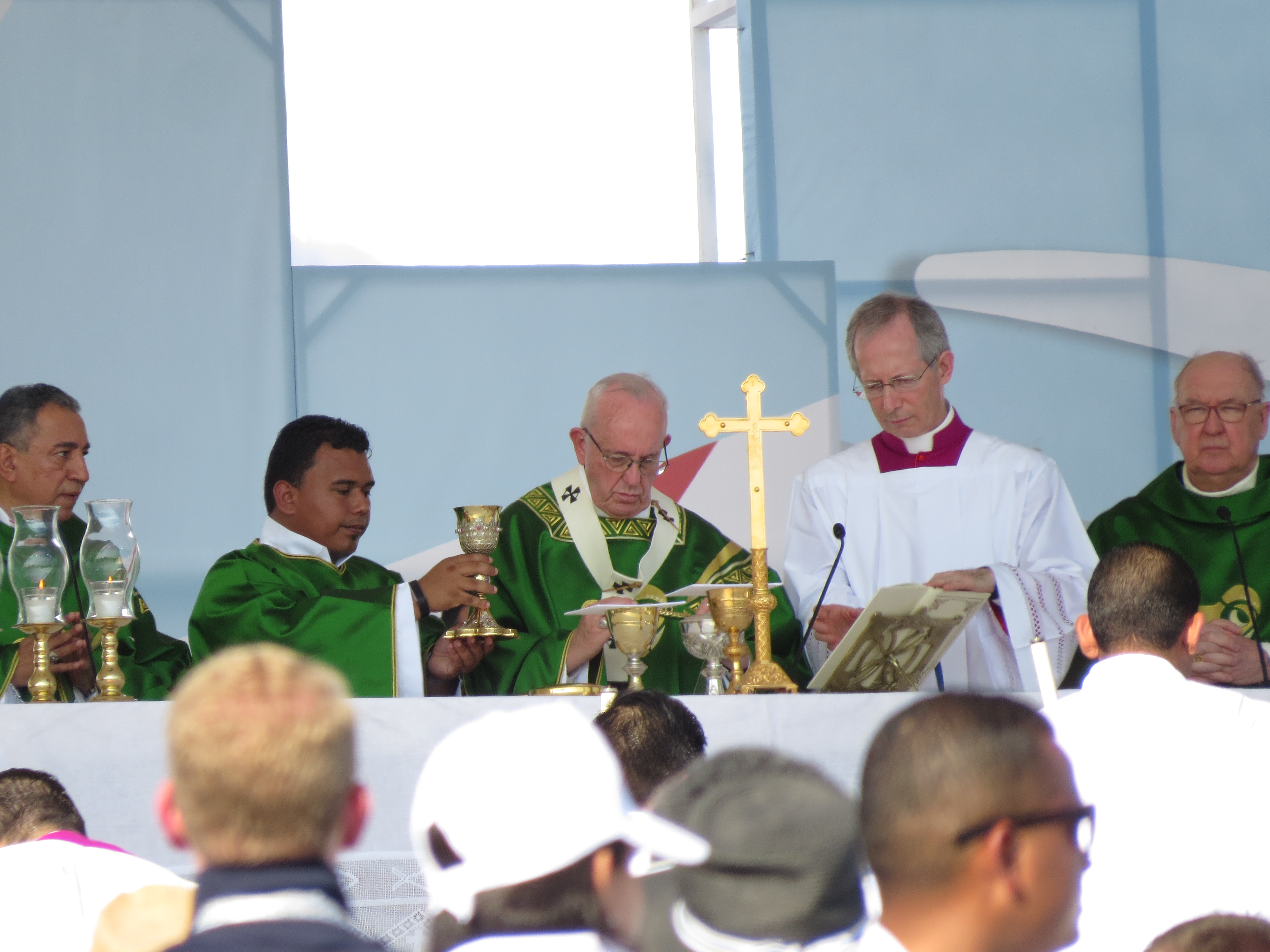
Papa Francesco celebra la messa conclusiva della Giornata mondiale della gioventù.

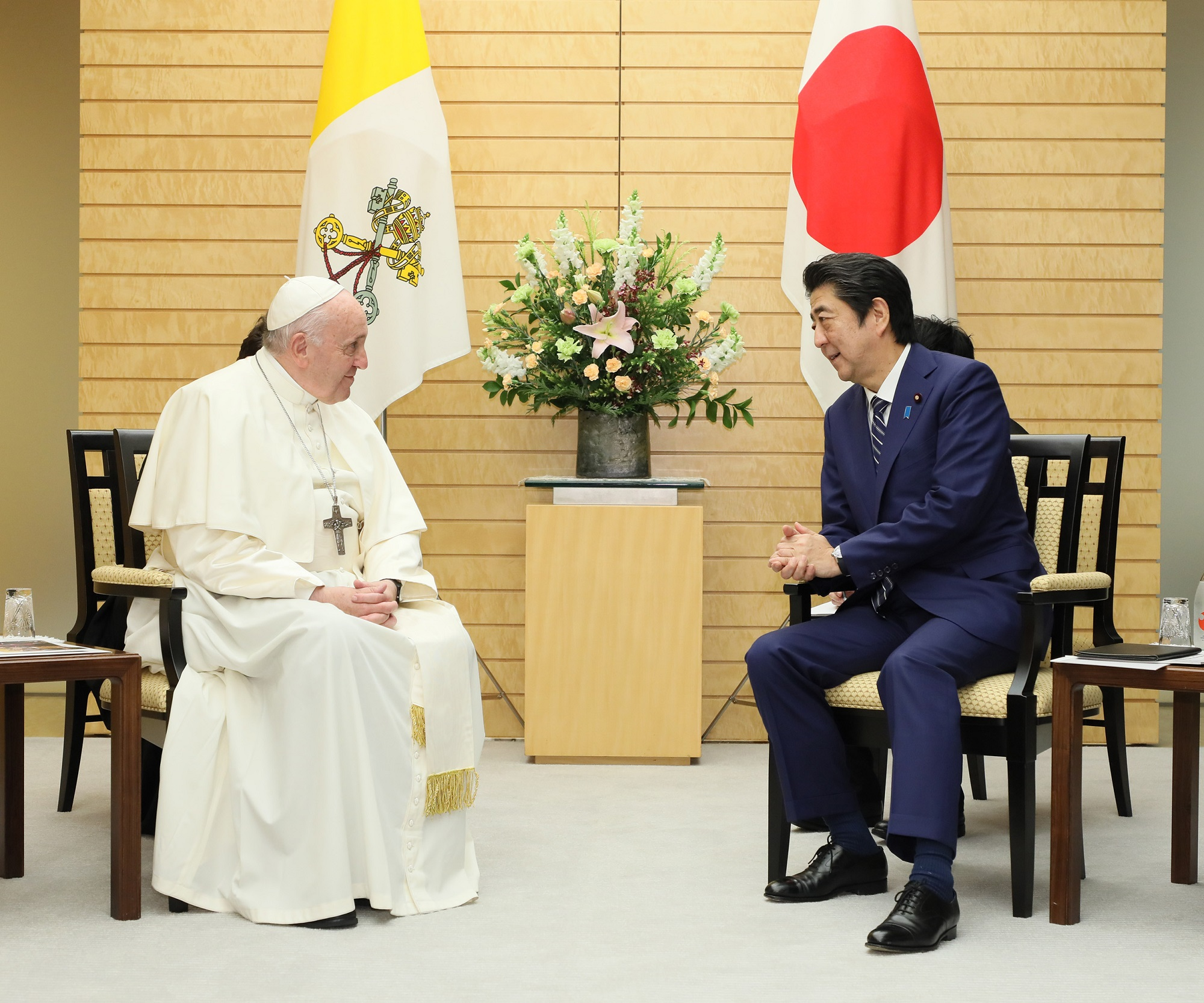
Shinzo Abe con papa Francesco il 25 novembre 2019 durante un incontro tenutosi presso la residenza del Primo ministro giapponese

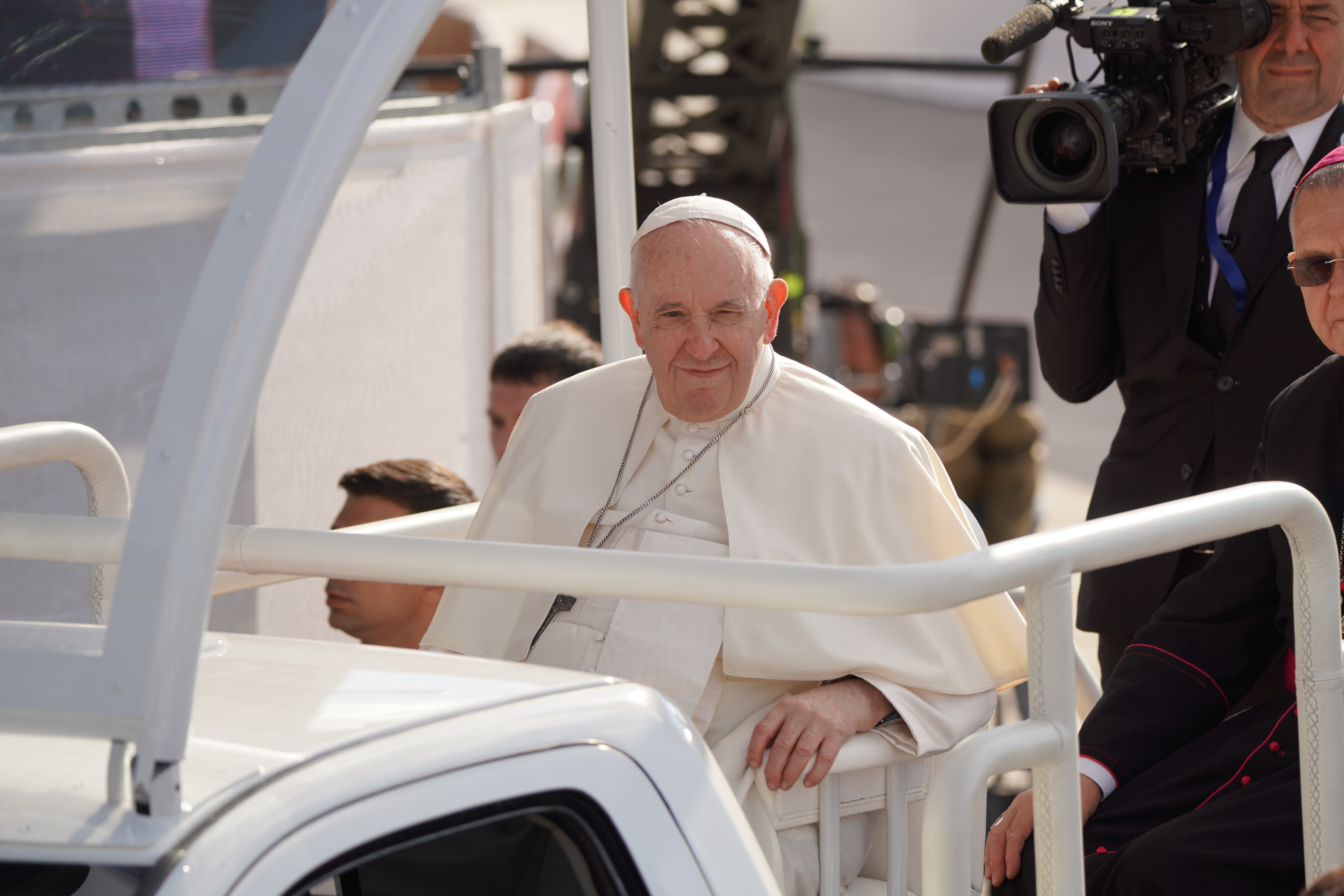
Papa Francesco in Kazakistan

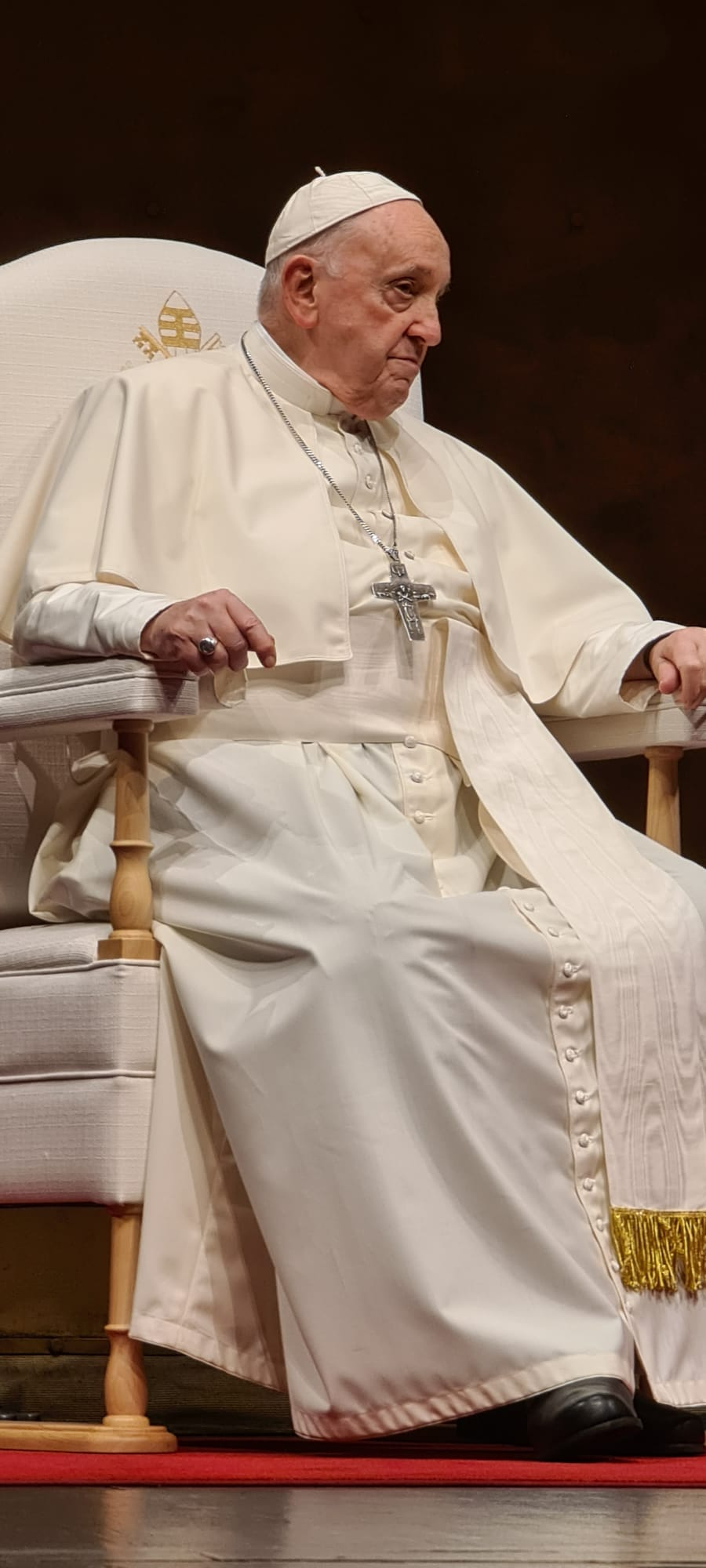
Papa Francesco il 2 agosto 2023 durante l'incontro con le autorità, con la società civile e con il corpo diplomatico nel Centro Culturale di Belém, a Lisbona

Papa Francesco si è recato il 16 aprile nell'isola di Lesbo, insieme al patriarca ecumenico Bartolomeo I e all'arcivescovo di Atene e di tutta la Grecia Hieronimos II, per incontrare i profughi e i rifugiati lì ospitati.

#### Armenia(24-26 giugno 2016)
Dal 24 al 26 giugno papa Francesco si è recato in Armenia, come prima tappa del suo viaggio apostolico nel Caucaso; sono stati tre giorni dal forte valore ecumenico, poiché il Papa è stato ospite del catholicos Karekin II nella Santa Sede di Echmiadzin e con lui ha condiviso tutti i momenti salienti del viaggio.

#### Polonia(27-31 luglio 2016)

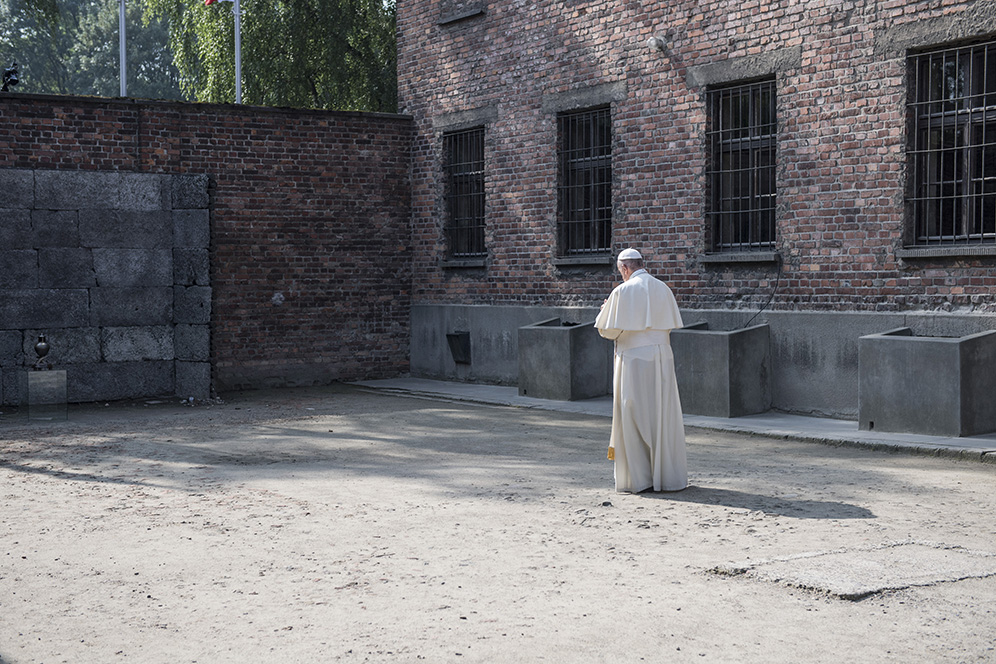
Papa Francesco in preghiera nel campo di concentramento di Auschwitz

Il Papa si è recato a Cracovia per la XXXI Giornata Mondiale della Gioventù dal 27 al 31 luglio 2016, visitando nell'occasione anche i campi di concentramento di Auschwitz e Birkenau.

#### GeorgiaeAzerbaigian(30 settembre - 2 ottobre 2016)
Dopo la visita in Armenia, papa Francesco ha completato il suo viaggio apostolico nel Caucaso recandosi in Georgia ed Azerbaigian tra il 30 settembre e il 2 ottobre.

#### Svezia(31 ottobre - 1º novembre 2016)
Il Papa ha partecipato alla cerimonia congiunta fra Chiesa cattolica e Federazione mondiale luterana nelle città di Lund e Malmö, per il 500º anniversario della Riforma protestante, il 31 ottobre. Il 1º novembre ha celebrato la messa per i fedeli cattolici della Svezia e dei paesi limitrofi nello Swedbank Stadion di Malmö.

### 2017

#### Egitto(28-29 aprile 2017)
Il 28 e 29 aprile 2017 papa Francesco si è recato in visita apostolica in Egitto, dove ha incontrato il patriarca copto di Alessandria Tawadros II con cui ha firmato una dichiarazione congiunta, e ha visitato l'Università islamica sunnita di Al-Azhar. Il 29 aprile ha celebrato la messa all'Air Defense Stadium del Cairo

#### PortogalloI (12-13 maggio 2017)

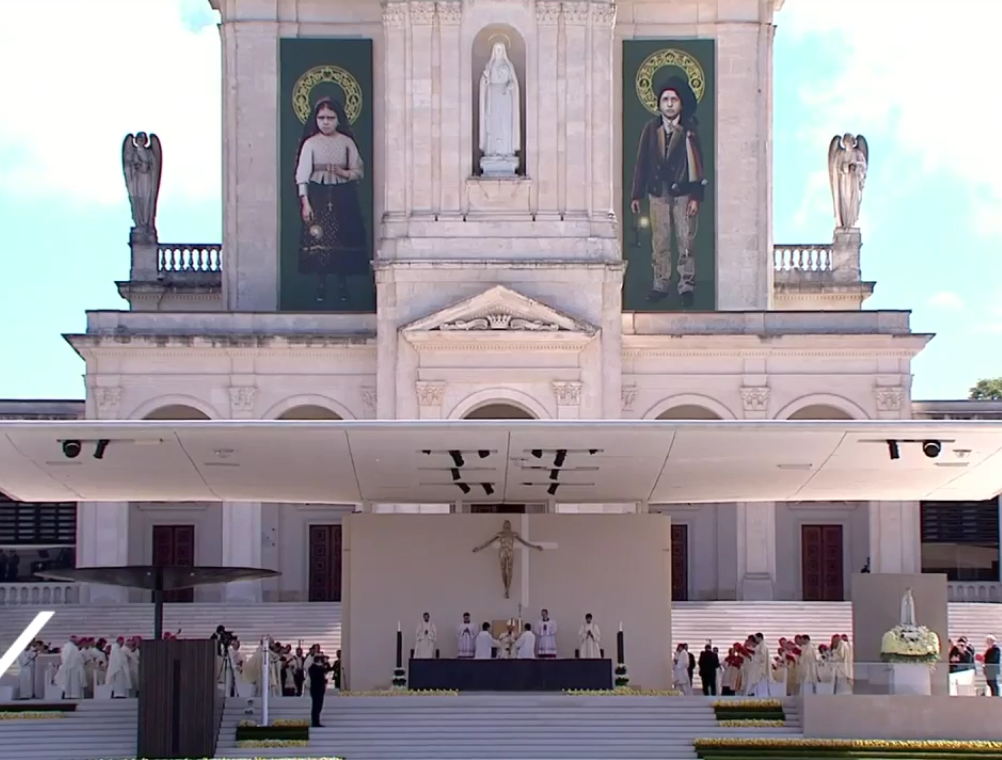
Santa messa di canonizzazione dei pastorelli Francesco e Giacinta Marto

Il Pontefice si è recato in Portogallo, a Fátima, in occasione del centenario delle apparizioni mariane ai tre pastorelli Lúcia dos Santos, Giacinta e Francesco Marto, questi ultimi due canonizzati da Francesco davanti a una folla di quasi un milione di persone.

#### Colombia(6-11 settembre 2017)
Il Santo Padre ha compiuto un viaggio in Colombia dal 6 all'11 settembre 2017, visitando Bogotà, Villavicencio, Medellín e Cartagena.
Durante la visita papa Francesco ha beatificato due martiri colombiani: Pedro María Ramírez Ramos e Jesús Emilio Jaramillo Monsalve.

#### BirmaniaeBangladesh(27 novembre - 2 dicembre 2017)
Prima volta per un pontefice, papa Francesco ha compiuto un viaggio apostolico in Myanmar, dal 27 al 30 novembre 2017, visitando le città di Yangon e Nay Pyi Taw. Durante questa visita nella nazione birmana, il Papa ha incontrato alcuni monaci buddisti nel Kaba Aye, uno dei templi più venerati in Asia sud-orientale. Successivamente si è recato in Bangladesh, dal 30 novembre al 2 dicembre 2017, visitando Dacca, dove ha consacrato 16 nuovi sacerdoti durante la celebrazione della santa messa, e Chittagong.

### 2018

#### CileePerù(15-21 gennaio 2018)

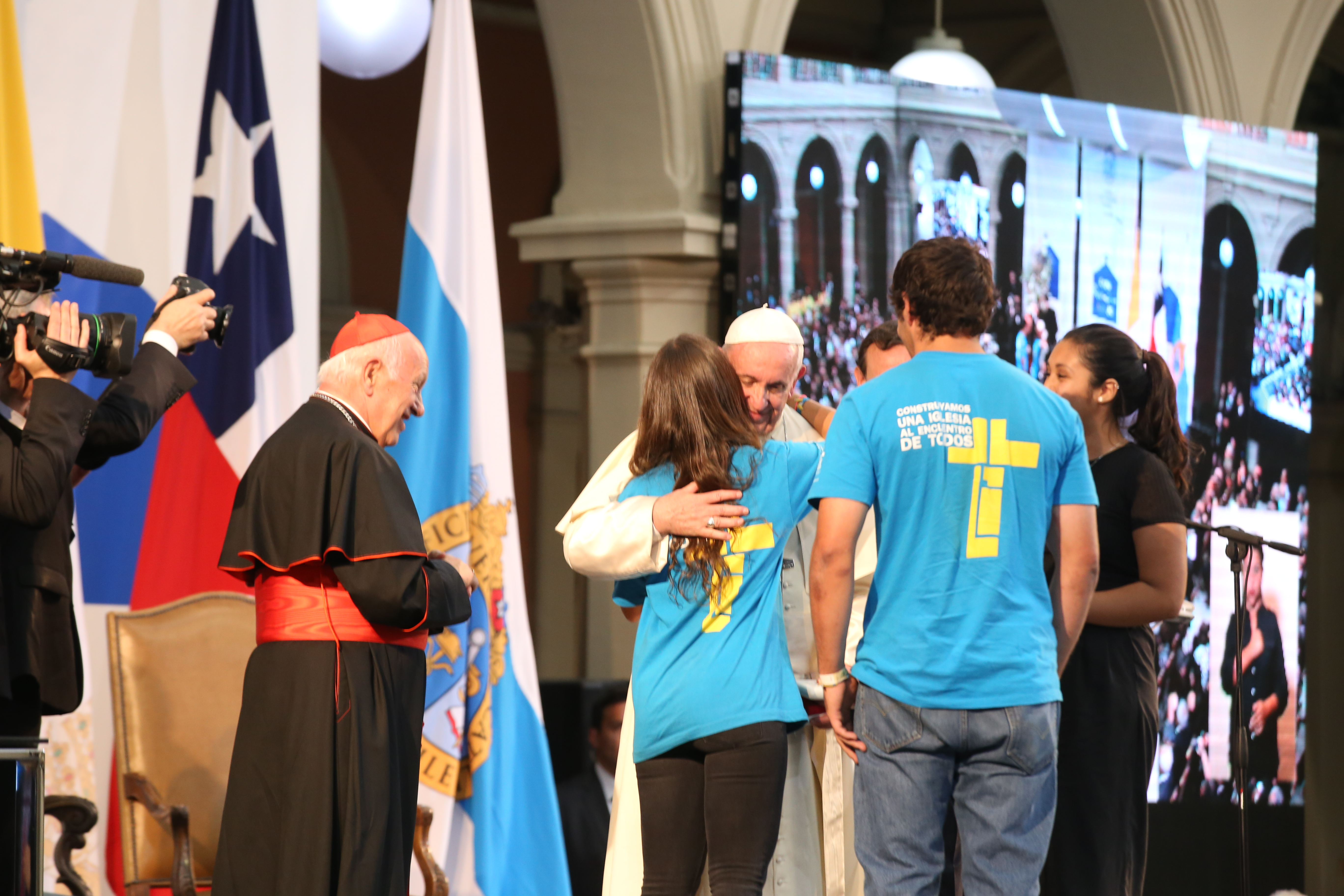
Papa Francesco con i giovani durante la sua visita alla Pontificia università cattolica del Cile

La visita di papa Francesco in Cile è stata preceduta da proteste che contestavano il costo della sua visita (circa 10 milioni di pesos). Alcuni manifestanti hanno occupato la nunziatura apostolica e nella notte del 12 gennaio sono state lanciate bombe artigianali contro quattro chiese di Santiago.
Il Papa si è recato in Cile dal 15 al 18 gennaio, visitando le città di Santiago, Temuco e Iquique. Nella capitale cilena, il Santo Padre ha pregato davanti alla tomba di mons. Enrique Alvear Urrutia, conosciuto per essere il "Vescovo dei poveri". Dopo gli incontri con le autorità del Paese, il Papa ha celebrato la santa messa nel Parque O'Higgins. Successivamente ha fatto visita al Centro Penitenciario Feminino Santiago e al santuario di Sant'Alberto Hurtado. Si è recato, poi, a Temuco, dove ha celebrato la santa messa alla presenza di un gruppo di indigeni Mapuche. Ritornato a Santiago, il Santo Padre ha incontrato i giovani cileni nel Santuario Nazionale di Maipú e ha visitato la Pontificia università cattolica del Cile. Infine, ad Iquique, ha celebrato una messa, prima di lasciare il territorio cileno e proseguire il suo viaggio apostolico. È stata, quindi, la volta del Perù, dove si è recato dal 18 al 21 gennaio. Durante la visita ha incontrato i popoli dell'Amazzonia, a Puerto Maldonado, mentre a Trujillo, ha celebrato una messa nella spianata di Hunchaco. Poi ha percorso le vie del quartiere "Buenos Aires" e ha presieduto una celebrazione mariana. A Lima, il Papa ha recitato l'ora media, nel santuario del Señor de los Milagros, con le religiose di vita contemplativa e ha celebrato una messa nella base aerea "Las Palmas", prima del suo ritorno a Roma.

#### Svizzera(21 giugno 2018)
Papa Francesco si è recato a Ginevra per celebrare i 70 anni del Consiglio ecumenico delle Chiese.

#### Irlanda(25-26 agosto 2018)
Papa Francesco si è recato a Dublino per il IX Incontro mondiale delle famiglie, durante il quale ha partecipato al Festival delle famiglie al Croke Park Stadium e ha celebrato la santa messa conclusiva al Phoenix Park, annunciando la sede del prossimo incontro nel 2021: Roma. Durante la sua visita in Irlanda si è recato anche al santuario di Nostra Signora di Knock, recitando l'Angelus nel piazzale antistante.

#### Lituania,Lettonia,Estonia(22-25 settembre 2018)

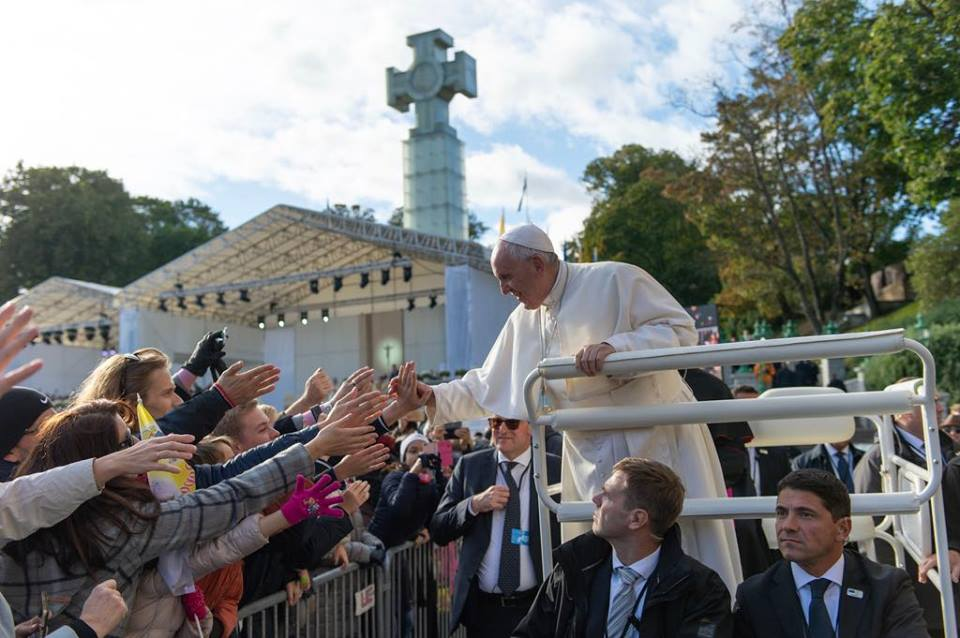
Papa Francesco saluta alcuni fedeli durante la sua visita in Estonia

Papa Francesco ha visitato le città di Vilnius, Kaunas, Riga, Aglona e Tallinn, nel centenario dell'indipendenza dei tre stati e nel XXV anniversario della visita di Giovanni Paolo II nei Paesi Baltici.
Prima tappa del suo viaggio apostolico è stata la capitale lituana, dove si è recato in preghiera al Santuario Mater Misericordiæ e alla cappella della Porta dell'Aurora accolto dai fedeli e dalle autorità civili e religiose, poi ha raggiunto la Piazza della Cattedrale e ha pronunciato un discorso ai giovani che erano lì presenti. Il giorno successivo ha visitato la città di Kaunas, dove ha celebrato la santa messa nel Parco Santakos e al termine della quale ha recitato la preghiera dell'Angelus.
Ha rivolto un messaggio ai vescovi e a tutto il clero del Paese nella cattedrale dei Santi Pietro e Paolo e ha concluso la sua visita in Lituania nel "Museo delle occupazioni e delle lotte per la libertà", facendo una breve sosta di preghiera davanti al "Monumento delle vittime del ghetto".
Si è recato poi a Riga dove ha deposto alcuni fiori davanti al "Monumento alla Libertà", nel corso di una cerimonia, e ha partecipato alla preghiera ecumenica nel Rīgas Doms. Infine si è recato nella cattedrale di San Giacomo e in conclusione ha celebrato la santa messa ad Aglona presso il Santuario della Madre di Dio.
Ultima tappa è stata Tallinn, in Estonia, dove ha partecipato all'Incontro ecumenico con i giovani nella luterana "Kaarli kirik".
È stato poi nella Cattedrale cattolica dei Santi Pietro e Paolo atteso dagli assistiti delle Opere di carità della Chiesa.
Infine ha concluso la sua visita nei Paesi Baltici con la celebrazione della santa messa in Piazza della Libertà.

### 2019

#### Panama(23-27 gennaio 2019)
Papa Francesco si è recato a Panama dal 23 al 27 gennaio per la XXXIV Giornata mondiale della gioventù e durante questo viaggio apostolico ha celebrato la santa messa con la dedicazione dell'altare della Cattedrale Basilica di Santa Maria la Antigua con sacerdoti, consacrati e movimenti laicali. Alla fine della cerimonia conclusiva della GMG, per voce del cardinale Kevin Joseph Farrell, il Pontefice ha annunciato che la prossima Giornata mondiale della gioventù si terrà a Lisbona, in Portogallo, nell'estate del 2022.

#### Emirati Arabi UnitiI (3-5 febbraio 2019)

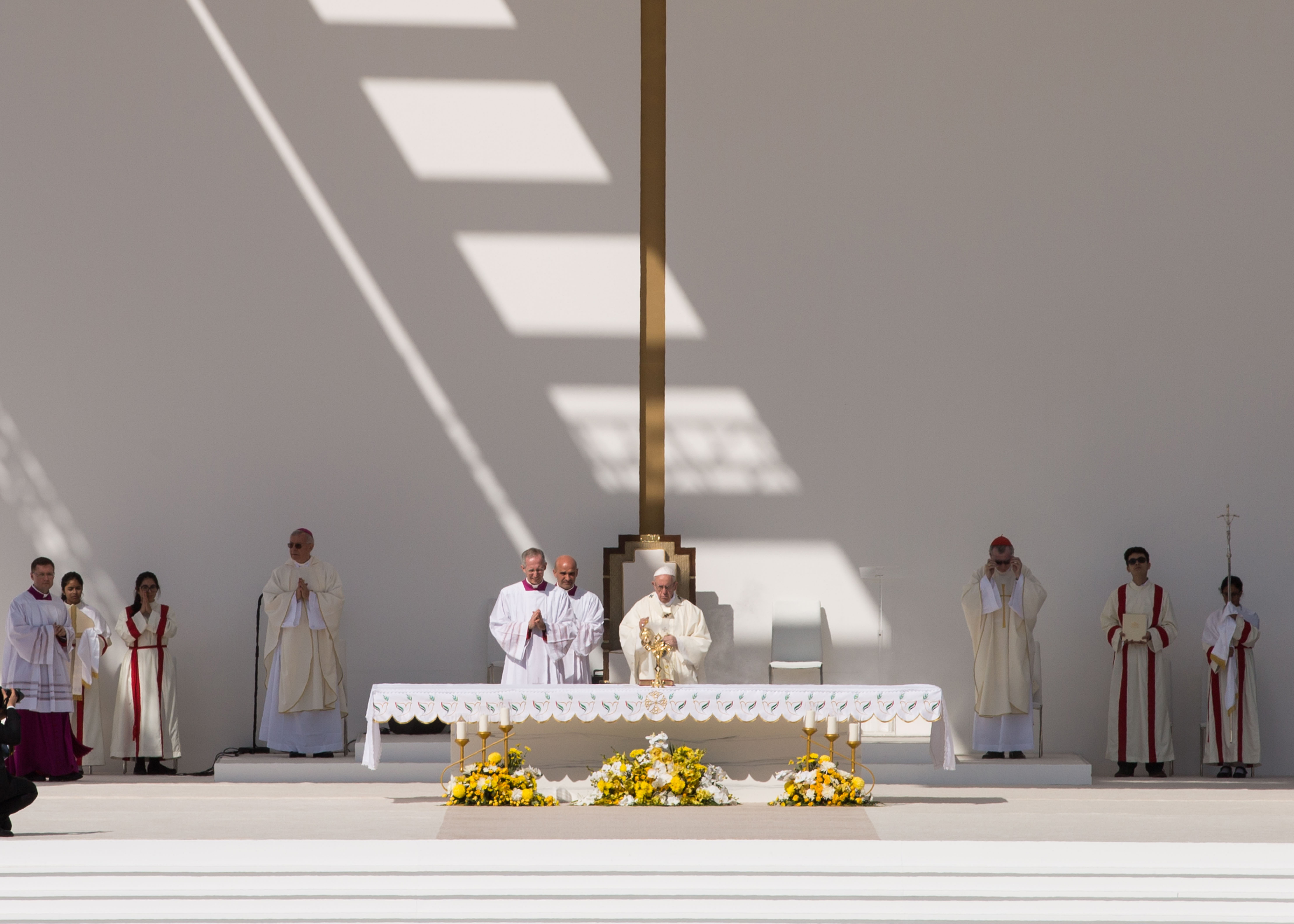
Papa Francesco incensa l'altare durante la messa celebrata presso lo Zayed Sports City Stadium di Abu Dhabi

Il Papa si è recato ad Abu Dhabi dal 3 al 5 febbraio 2019 divenendo il primo pontefice nella storia a visitare gli Emirati Arabi Uniti. All'inizio del suo viaggio apostolico, papa Francesco è stato accolto nel Palazzo Presidenziale per la visita ufficiale allo sceicco Mohammed bin Zayed Al Nahyan, principe ereditario di Abu Dhabi. In seguito si è recato presso la Gran Moschea dello Sceicco Zayed per un incontro privato con i membri del Muslim Council of Elders e ha concluso la prima giornata al Founder's Memorial, dove ha pronunciato un discorso durante l'Incontro Interreligioso Internazionale sulla "Fratellanza Umana". Nell'ultima giornata papa Francesco si è recato alla Cattedrale di Abu Dhabi in visita privata e ha celebrato la santa messa allo Zayed Sports City Stadium.

#### Marocco(30-31 marzo 2019)
Il Papa ha compiuto un viaggio apostolico in Marocco dal 30 al 31 marzo 2019, recandosi a Rabat e a Temara. All'inizio della sua visita, il Pontefice è stato accolto con una cerimonia di benvenuto sull'Esplanade de la Mosquée Hassan e al termine ha pronunciato un discorso rivolto alla popolazione marocchina, alle autorità, alla società civile e al corpo diplomatico. Successivamente ha fatto una breve tappa al mausoleo di Mohammed V e si è recato al Palazzo Reale per la visita di cortesia al re Mohammed VI e infine all'Istituto degli Imam, Predicatori e Predicatrici. La prima giornata del viaggio si è conclusa nella sede della Caritas diocesana, dove il Papa ha incontrato alcuni migranti. Il giorno seguente, il Santo Padre si è recato a Temara per una visita privata al Centre rural des Services sociaux ed è ritornato nuovamente a Rabat, presso la Cattedrale di San Pietro, dove ha pronunciato un discorso durante l'incontro con i sacerdoti, i religiosi, i consacrati e il Consiglio ecumenico delle Chiese e al termine ha recitato la preghiera dell'Angelus. Nel pomeriggio il Pontefice ha celebrato la santa messa insieme ai vescovi del Marocco nel Complexe Sportif Prince Moulay Abdellah e ha concluso la sua visita con una cerimonia di congedo presso l'Aeroporto Internazionale di Rabat-Salé.

#### BulgariaeMacedonia del Nord(5-7 maggio 2019)

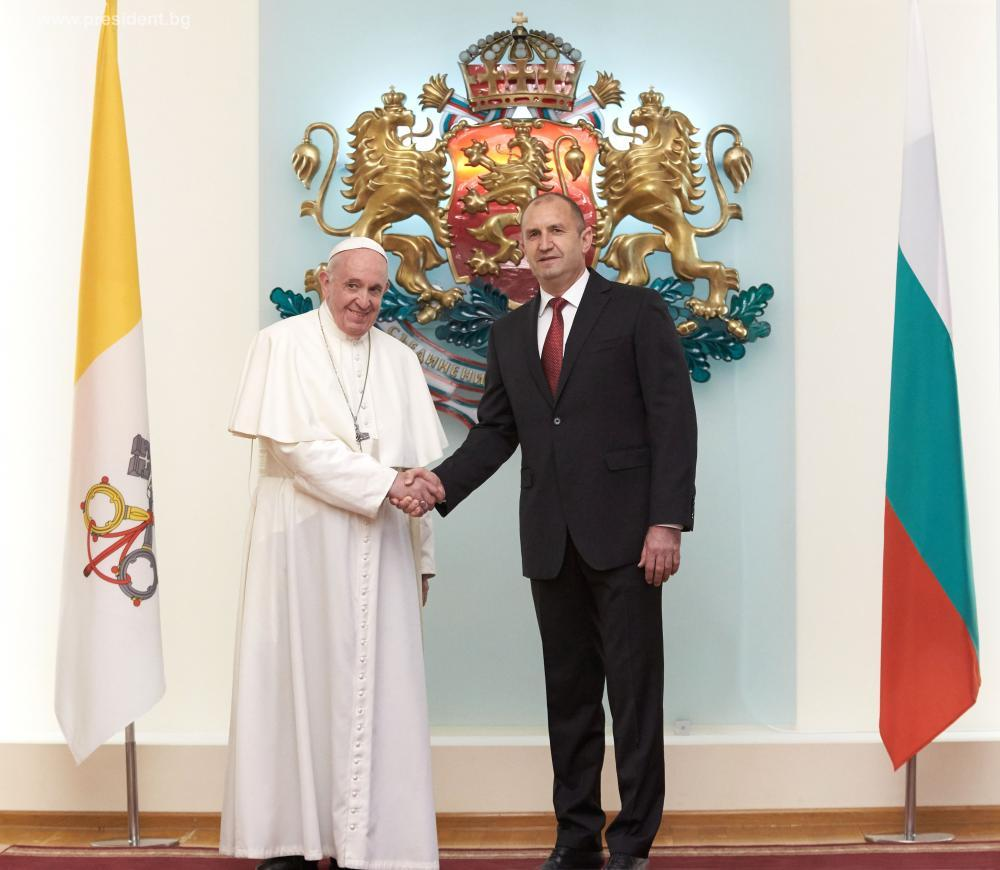
Papa Francesco stringe la mano al presidente della Bulgaria Rumen Radev il giorno del suo arrivo a Sofia

Il Papa si è recato in Bulgaria dal 5 al 7 maggio 2019, visitando le città di Sofia e Rakovski; e in Macedonia del Nord il 7 maggio 2019, sostando nella città di Skopje.

#### Romania(31 maggio - 2 giugno 2019)
Il Santo Padre ha visitato la Romania dal 31 maggio al 2 giugno 2019 su invito del Presidente della Repubblica, dei vescovi cattolici rumeni e del Patriarcato Ortodosso Rumeno, facendo tappa nella capitale di Bucarest, ove è stato accolto dalle massime autorità civili e ha incontrato il Sinodo della Chiesa ortodossa rumena, al santuario mariano di Șumuleu Ciuc, a Iași, ove, dopo aver visitato la cattedrale, ha incontrato i giovani e le famiglie, e a Blaj, ove ha assistito alla Divina liturgia con la beatificazione dei 7 vescovi martiri greco-cattolici e successivamente ha incontrato la locale comunità rom.

#### Mozambico,MadagascareMauritius(4-10 settembre 2019)
Dal 4 al 10 settembre 2019, papa Francesco si è recato in Mozambico, Madagascar e Mauritius facendo tappa nelle rispettive capitali. All'inizio del suo viaggio apostolico è stato a Maputo, dove ha partecipato all'Incontro interreligioso con i giovani mozambicani e ha concluso la sua visita nella nazione celebrando la santa messa allo Stadio di Zimpeto. Il Pontefice ha proseguito ad Antananarivo, celebrando l'Ora Media nel monastero delle Carmelitane Scalze e recandosi in preghiera presso la tomba della Beata Victoire Rasoamanarivo. Ha presieduto la Veglia con i giovani nel Campo Diocesano di Soamandrakizay, dove il giorno dopo ha celebrato la santa messa e ha recitato la preghiera dell'Angelus. Infine si è recato come ultima tappa a Port Louis, dove ha celebrato la santa messa al Monumento di Maria Regina della Pace e ha compiuto una visita privata al Santuario del beato Jacques-Désiré Laval.

#### ThailandiaeGiappone(20-26 novembre 2019)
Papa Francesco si è recato in Thailandia dal 20 al 23 novembre 2019 visitando la città di Bangkok, dove ha incontrato nella prima giornata il Patriarca Supremo dei Buddisti al Wat Ratchabophit Sathit Maha Simaram Temple e si è recato alla Villa Amphorn Sathan per una visita privata al re Rama X. Il Pontefice ha celebrato poi la santa messa al Supachalasai Stadium alla presenza di circa 40.000 fedeli. Nella giornata successiva si è recato al Santuario del beato Nicola Bunkerd Kitbamrung dove ha incontrato i vescovi cattolici thailandesi e poi privatamente anche i membri della Compagnia di Gesù. Il Papa ha continuato la sua visita all'Università Chulalongkorn per un incontro interreligioso e ha concluso la giornata presso la Cattedrale dell'Assunzione, dove ha celebrato la santa messa con i giovani. Ha proseguito il suo viaggio in Giappone, recandosi prima a Nagasaki, dove ha rivolto un messaggio contro l'uso delle armi nucleari presso l'Atomic Bomb Hypocenter Park. In seguito ha recitato la preghiera dell'Angelus davanti al monumento dei Santi Martiri del Giappone e ha celebrato la santa messa nello stadio di baseball della città.
Ha continuato il suo viaggio giungendo ad Hiroshima dove ha partecipato ad un incontro al Memoriale della Pace durante il quale è stata anche ascoltata la testimonianza di una sopravvissuta alla bomba atomica. Il Pontefice ha concluso il suo viaggio apostolico recandosi a Tokyo dove ha compiuto una visita privata all'imperatore Naruhito e ha partecipato all'incontro con i giovani nella Cattedrale di Santa Maria.

### 2021

#### Iraq(5-8 marzo 2021)

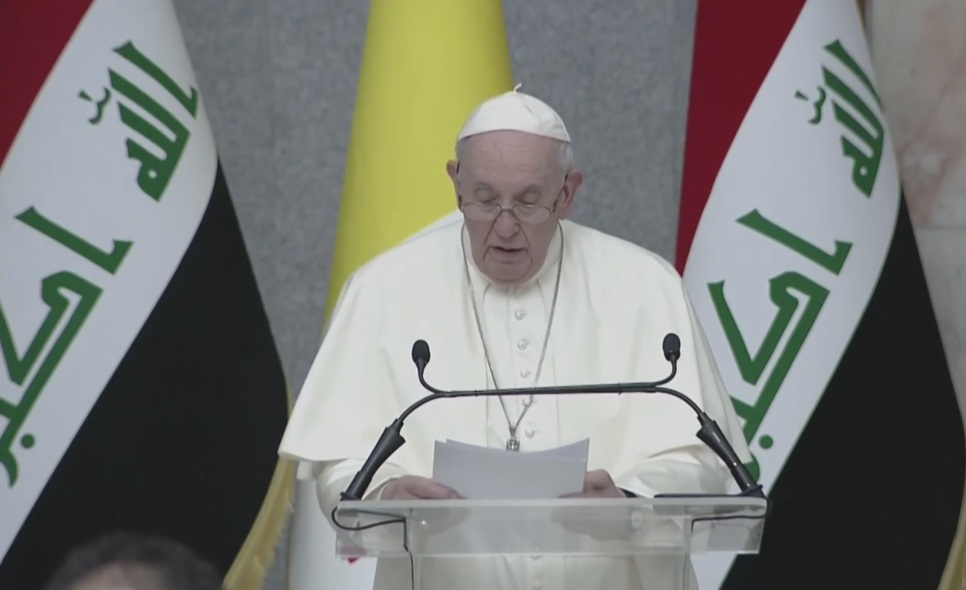
Papa Francesco durante il suo storico viaggio in Iraq

Il Papa si è recato in Iraq dal 5 all'8 marzo 2021. È la prima volta in tutta la storia della Chiesa che un papa visita il paese. Il viaggio apostolico ha avuto inizio a Baghdad, la capitale del Paese, per la visita di cortesia al presidente Barham Salih. Poi ha proseguito con l'incontro con le autorità, la società civile e il corpo diplomatico. La prima giornata si è conclusa con la comunità cristiana nella cattedrale siro-cattolica di "Nostra Signora della Salvezza". Il giorno successivo, il Pontefice si è recato a Najaf per una visita al grande ayatollah ʿAlī al-Husaynī al-Sīstānī, poi ha proseguito ad Ur per partecipare ad un incontro interreligioso, infine è ritornato a Baghdad, celebrando la santa messa in rito caldeo nella cattedrale di "San Giuseppe". La mattina del 7 marzo, papa Francesco si è recato ad Erbil dove è stato accolto dalle autorità civili e religiose del Kurdistan iracheno e in particolare ha avuto un incontro con il presidente e il primo ministro della regione. Il Santo Padre ha proseguito il suo viaggio a Mosul, in cui ha recitato una preghiera di suffragio per le vittime della guerra, presso Hosh al-Bieaa. In seguito il Pontefice ha fatto visita alla comunità cristiana di Qaraqosh che ha concluso con la recita dell'Angelus. Nel pomeriggio, infine, è ritornato ad Erbil per celebrare la santa messa nello stadio "Franso Hariri".

#### UngheriaI eSlovacchia(12-15 settembre 2021)
Come annunciato nell'Angelus del 4 luglio 2021, dal 12 al 15 settembre papa Francesco ha compiuto un viaggio apostolico in Ungheria e in Slovacchia. La sua visita ha avuto inizio a Budapest per celebrare la santa messa conclusiva del 52º Congresso Eucaristico Internazionale; tale evento, inizialmente previsto per il 2020, è stato spostato all'anno successivo a causa dell'emergenza coronavirus. Al termine della celebrazione eucaristica, il Pontefice ha lasciato l'Ungheria per recarsi in Slovacchia, in cui ha visitato Bratislava, Prešov, Košice e Šaštín.
Nella capitale slovacca, il Santo Padre ha partecipato ad un incontro ecumenico, alla presenza di diverse autorità religiose, tra i quali il patriarca ecumenico, Bartolomeo I. Inoltre, dopo le consuete visite istituzionali, Francesco è stato accolto nella cattedrale di Bratislava dai vescovi slovacchi e da tutta la comunità cattolica del Paese e ha poi rivolto un messaggio a tutti i presenti. Il programma del papa nella capitale slovacca si è concluso con le ultime due tappe: la visita al "Centro Betlemme", gestito dalle suore di Madre Teresa, e l'incontro con la comunità ebraica locale. Il 14 settembre il Pontefice si è recato a Prešov per celebrare la Divina liturgia in rito bizantino e a Košice per incontrare prima le comunità rom e i giovani slovacchi. Il viaggio si è concluso a Šaštín, presso la basilica dei Sette Dolori della Vergine Maria, dove ha partecipato ad un momento di preghiera con i vescovi locali e ha presieduto la santa messa nella memoria liturgica della Vergine Addolorata.

#### CiproeGreciaII (2-6 dicembre 2021)

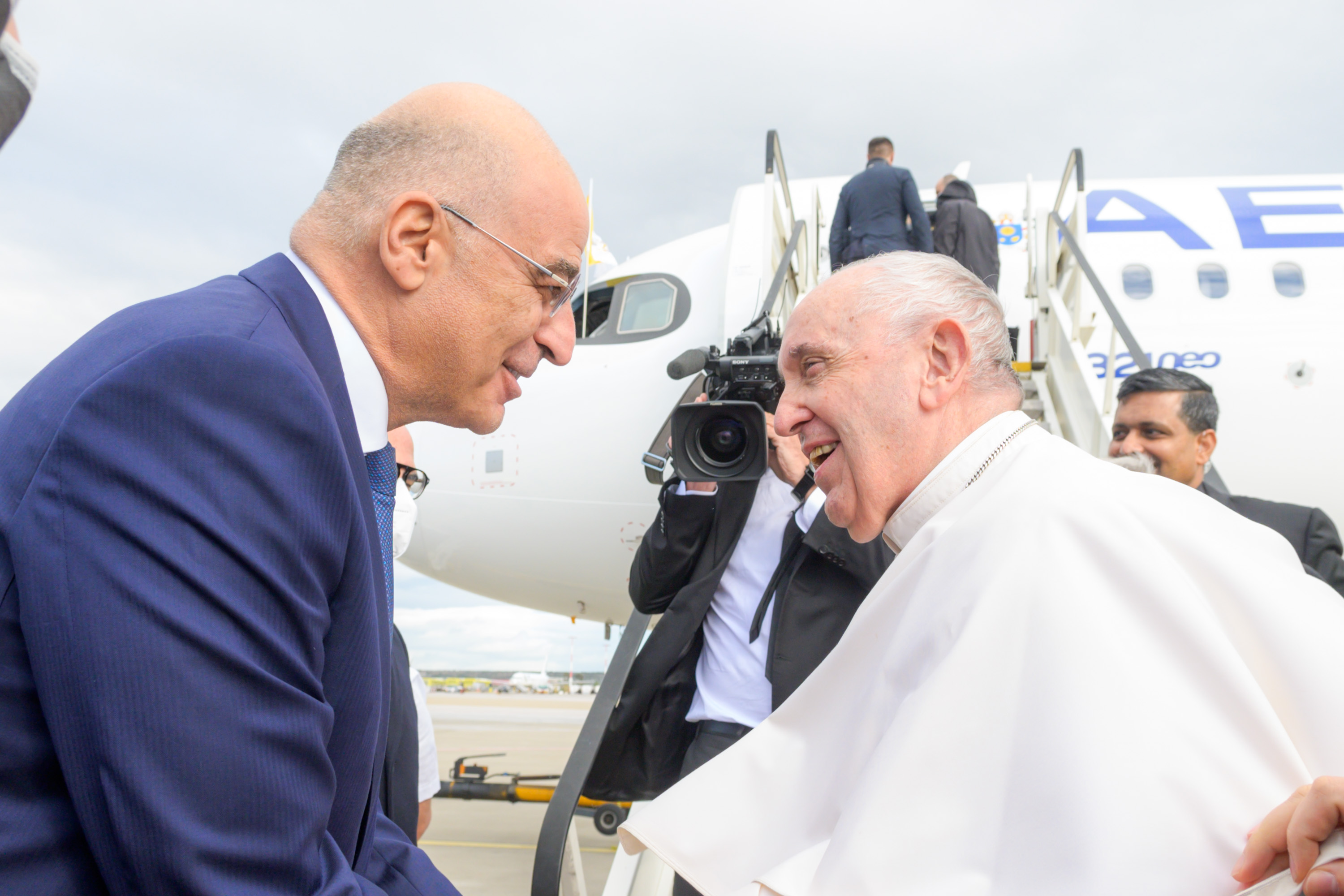
Papa Francesco, il 6 dicembre, saluta il ministro degli esteri greco Nikos Dendias prima di ripartire per Roma al termine del suo viaggio apostolico a Cipro e in Grecia

Dal 2 al 6 dicembre 2021 papa Francesco ha compiuto una viaggio apostolico a Cipro e in Grecia, recandosi a Nicosia, Atene e Mitilene, nell'isola di Lesbo. 
La visita del Santo Padre ha avuto inizio nella capitale cipriota, Nicosia, dove è stato accolto dalle autorità civili e religiose del Paese. Nella sua prima giornata a Cipro, il Papa ha avuto due incontri principali: il primo con la comunità cattolica locale nella cattedrale maronita di Nostra Signora delle Grazie e l'ultimo con le autorità civili e il corpo diplomatico nel Palazzo presidenziale. La giornata seguente è stata dedicata principalmente all'ecumenismo: in mattinata papa Francesco ha incontrato prima l'arcivescovo ortodosso di Cipro Chrysostomos II e infine il Santo Sinodo locale; subito dopo il Pontefice si è recato al GSP Stadium per celebrare la santa messa con la comunità cattolica residente nel Paese. A conclusione della sua seconda giornata, il Papa ha partecipato ad un incontro ecumenico per i migranti, che si è svolto nella parrocchia di Santa Croce a Nicosia. Il 4 dicembre il Santo Padre ha concluso la sua visita a Cipro e si è recato in Grecia, dove è stato accolto dalle autorità civili e religiose nella città di Atene. Il giorno seguente, dopo aver fatto tappa nel centro migranti di Mitilene, sull'isola di Lesbo, e aver incontrato i profughi ivi ospitati, Francesco ha fatto ritorno nella capitale ellenica dove nel pomeriggio ha celebrato la messa presso la Sala da concerto della città. Il viaggio si è concluso lunedì 6 dicembre, quando, presso la nunziatura apostolica in Grecia, il Papa ha ricevuto la visita del presidente del Parlamento ellenico Kōnstantínos Tasoúlas a cui è seguito, alle 9:45, l'incontro con i giovani alla Scuola San Dionigi delle suore Orsoline a Maroussi. Dopo la cerimonia di congedo all'aeroporto di Atene, alle 11:30 il Pontefice è ripartito per Roma, concludendo così la visita.

### 2022

#### Malta(2-3 aprile 2022)
Papa Francesco si è recato a Malta dal 2 al 3 aprile 2022, visitando le città di La Valletta, Rabat, Floriana, Birzebbugia e l'isola di Gozo. Nella prima giornata del suo viaggio, il Pontefice si è recato al Palazzo del Gran Maestro a La Valletta, per una visita di cortesia al Presidente della Repubblica maltese e per un incontro con il corpo diplomatico, le autorità civili e militari della nazione. Nel pomeriggio, invece, papa Francesco ha fatto tappa nell'isola di Gozo e ha presieduto un incontro di preghiera al Santuario Nazionale di Ta' Pinu. Al termine della celebrazione il Romano Pontefice è rientrato nell'isola di Malta giungendo al palazzo della nunziatura apostolica, dove risiederà per la sua breve visita nel Paese. Nel secondo ed ultimo giorno del suo viaggio apostolico, papa Francesco ha incontrato privatamente i gesuiti della nazione e successivamente si è recato a Rabat, per pregare dinanzi alla Grotta di San Paolo. Il Pontefice ha proseguito il suo viaggio giungendo a Floriana, dove ha celebrato la santa messa e ha recitato la preghiera dell'Angelus. Nel pomeriggio, papa Francesco ha fatto una visita al Centro per Migranti "Giovanni XXIII Peace Lab" di Hal Far, dove ha pronunciato un discorso ai presenti. Infine è rientrato a Roma, dopo una cerimonia di congedo all'aeroporto internazionale di Malta.

#### Canada(24-30 luglio 2022)
Papa Francesco si è recato in Canada dal 24 al 30 luglio 2022, accogliendo l'invito dei vescovi e delle autorità della nazione, al fine di incoraggiare il processo pastorale di riconciliazione con i popoli indigeni; visiterà le città di Edmonton, Maskwacis, Lac Ste. Anne, Québec e Iqaluit. La trasferta papale, iniziata il 24 con l'arrivo all'aeroporto di Edmonton, è entrata nel vivo il giorno successivo, lunedì 25 luglio, con la tappa a Maskwacis, nel centro dell'Alberta, dove il Santo Padre ha incontrato le popolazioni indigene First Nations, Métis e Inuit. Nel pomeriggio ha fatto ritorno a Edmonton, dove ha incontrato altre popolazioni originarie e i membri della comunità parrocchiale presso la Chiesa del Sacro Cuore. Martedì 26 luglio, festa dei Santi Gioacchino e Anna, papa Francesco ha celebrato la messa presso il "Commonwealth Stadium" di Edmonton. Nel pomeriggio, invece, il Santo Padre ha partecipato al "Lac Ste. Anne Pilgrimage", il pellegrinaggio annuale in onore di Sant'Anna sulle rive del suggestivo Lac Sainte Anne in Alberta. Il Pontefice ha presieduto per l'occasione la Liturgia della Parola e pronunciato un'omelia. Il giorno successivo Francesco ha lasciato Edmonton e si è trasferito in Québec, dove ha incontrato il Governatore Generale del Canada Mary Simon, il Primo Ministro Justin Trudeau, le autorità civili del Paese e i rappresentanti indigeni. Giovedì 28 luglio il Papa ha presieduto la messa presso il Santuario Nazionale di Sant'Anna a Sainte-Anne-de-Beaupré, per poi partecipare ai vespri presso la Basilica-cattedrale di Notre-Dame de Québec con vescovi, sacerdoti, diaconi, seminaristi e operatori pastorali. Venerdì 29, dopo un incontro privato con i membri della Compagnia di Gesù presso l'Arcivescovado a Québec, il Papa si è recato presso l'ultima tappa del viaggio in Canada, Iqaluit, a sud del circolo polare artico. Nella scuola elementare della città ha incontrato privatamente un gruppo di alunni delle ex scuole residenziali e successivamente gli anziani. Al termine dell'incontro, papa Francesco si è trasferito presso l'aeroporto di Iqaluit, da dove è ripartito per Roma, ritornando in Vaticano la mattina del 30 luglio.

#### Kazakistan(13-15 settembre 2022)
Papa Francesco si è recato ad Astana, capitale del Kazakistan, dal 13 al 15 settembre 2022 per partecipare al VII incontro dei leader religiosi mondiali. Dopo l'accoglienza ufficiale all'aeroporto, ha visitato il presidente della Repubblica kazaka Qasym-Jomart Toqaev e incontrato le autorità, la società civile e il Corpo diplomatico. Il giorno dopo, Francesco ha partecipato alla preghiera in silenzio dei leader religiosi e aperto la sessione plenaria del Congresso presso il "Palazzo della Pace e della Riconciliazione", a seguito della quale ha incontrato privatamente i partecipanti alla riunione. Il Papa, tra gli altri, avrebbe dovuto incontrare anche il patriarca di Mosca Kirill, incontro poi saltato a causa dell'assenza del patriarca. Nel pomeriggio ha celebrato la messa nel piazzale dell'Expo. La mattina del 15 settembre, il Pontefice ha incontrato privatamente i membri della Compagnia di Gesù presso la nunziatura apostolica, poi ha avuto un incontro pubblico con i vescovi, i sacerdoti, i diaconi, i consacrati, i seminaristi e gli operatori pastorali presso la Cattedrale della Madre del Perpetuo Soccorso. Nel pomeriggio, nel "Palazzo della Pace e della Riconciliazione", si è tenuta la lettura della Dichiarazione finale e la conclusione del Congresso dei leader delle religioni. Subito dopo il Papa si è recato in aeroporto ed è ritornato a Roma.

#### Bahrein(3-6 novembre 2022)
Papa Francesco si è recato nel paese del Golfo Persico nei giorni 3-6 novembre 2022 e ha visitato le città di Manama e Awali in occasione del Bahrain Forum for Dialogue: East and West for Human Coexistence. Il viaggio è iniziato il pomeriggio di giovedì 3 novembre, quando Francesco è atterrato in una base aerea vicino alla capitale. Subito dopo si è recato presso il Palazzo reale di Sakhir, dove ha reso una visita di cortesia al re del Bahrein Hamad bin Isa Al Khalifa, per poi incontrare le autorità, la società civile e il Corpo diplomatico del Paese. Venerdì 4 novembre, dopo essere intervenuto alla chiusura del "Bahrain Forum for Dialogue", il Santo Padre ha avuto tre incontri: un incontro privato con il Grande Imam di al-Azhar, uno con i membri del Consiglio musulmano degli anziani presso la moschea del Palazzo reale di Sakhir e infine un incontro ecumenico nella Cattedrale di Nostra Signora d'Arabia ad Awali. Sabato 5 novembre, dopo aver celebrato la messa al Bahrein National Stadium, papa Francesco ha incontrato gli studenti della scuola cattolica del Sacro Cuore. Domenica 6 novembre, infine, dopo l'incontro di preghiera e l'Angelus con i vescovi, i sacerdoti, i consacrati, i seminaristi e gli operatori pastorali a Manama, il Pontefice ha lasciato il Bahrein e ha fatto ritorno a Roma.

### 2023

#### RD del CongoeSudan del Sud(31 gennaio - 5 febbraio 2023)
Papa Francesco si è recato nella Repubblica Democratica del Congo e nel Sudan del Sud, visitando le città di Kinshasa e Giuba, per un pellegrinaggio di pace. Il viaggio, inizialmente previsto dal 2 al 7 luglio 2022 e che oltre alle suddette città avrebbe dovuto toccare anche Goma, è stato posticipato a causa della gonalgia che ha colpito il Pontefice. Il viaggio ha avuto inizio il 31 gennaio con la partenza del Santo Padre dall'aeroporto di Roma Fiumicino per Kinshasa; l'arrivo del Papa all'aeroporto internazionale "Ndjili" è stato seguito dalla cerimonia di benvenuto presso il "Palais de la Nation". Subito dopo il Pontefice ha incontrato il presidente della Repubblica Félix Tshisekedi nella "Salle Présidentielle" del "Palais de la Nation", mentre le altre autorità, la società civile e il Corpo diplomatico hanno incontrato Francesco nel giardino del palazzo, dove quest'ultimo ha tenuto il suo primo discorso. La mattina del 1º febbraio il Santo Padre ha presieduto la santa messa presso l'aeroporto "Ndolo" di Kinshasa, alla quale è seguito l'incontro con le vittime dell'Est del Paese presso la nunziatura apostolica; alle 18:30, nello stesso luogo, ha incontrato i rappresentanti di alcune opere caritative. La mattina del 2 febbraio, presso lo "Stadio dei Martiri" di Kinshasa, Francesco ha incontrato i giovani e i catechisti, mentre nel pomeriggio si è svolto l'incontro di preghiera con i sacerdoti, i diaconi, i consacrati, le consacrate e i seminaristi presso la Cattedrale di Notre Dame du Congo. La giornata si è conclusa con l'incontro privato del Papa con i membri della Compagnia di Gesù presso la nunziatura apostolica. Il 3 febbraio, dopo l'incontro con i vescovi e il relativo discorso presso la sede della Conferenza episcopale nazionale del Congo, il Romano Pontefice ha lasciato Kinshasa per raggiungere la seconda tappa del viaggio: Giuba, capitale del Sudan del Sud. Questa parte del viaggio ha assunto un valore strettamente ecumenico in quanto ha visto presenti accanto al Pontefice l'arcivescovo di Canterbury, Justin Welby, e il moderatore dell'Assemblea generale della Chiesa di Scozia, Iain Greenshields. Appena arrivato a Giuba, Francesco ha effettuato la visita di cortesia al presidente della Repubblica Salva Kiir Mayardit presso il Palazzo presidenziale, seguito dall'incontro con i vicepresidenti e con le autorità, la società civile e il Corpo diplomatico. Il giorno dopo, sabato 4 febbraio, il Santo Padre ha incontrato i vescovi, i sacerdoti, i diaconi, i consacrati, le consacrate e i seminaristi presso la Cattedrale di Santa Teresa. In tarda mattinata, presso la nunziatura apostolica, il Romano Pontefice ha ricevuto privatamente i membri della Compagnia di Gesù, mentre nel pomeriggio ha incontrato gli sfollati interni nella "Freedom Hall" di Giuba, ai quali si è rivolto con un discorso. A seguire, presso il Mausoleo "John Garang", si è svolta la preghiera ecumenica e il relativo discorso del Papa. Domenica 5 febbraio, il Pontefice ha presieduto la messa, alla quale hanno partecipato circa 200 mila fedeli, e ha recitato l'Angelus presso il medesimo mausoleo. Subito dopo il Papa si è recato all'aeroporto internazionale di Giuba, da dove è ripartito per Roma.

#### UngheriaII (28-30 aprile 2023)
Dal 28 al 30 aprile 2023, su invito delle autorità civili ed ecclesiali, il Papa si è recato per la seconda volta in Ungheria visitando la città di Budapest. Dopo essere atterrato all'aeroporto internazionale di Budapest, il Santo Padre ha dedicato la sua prima giornata a diversi incontri istituzionali: quello con il presidente della Repubblica ungherese nel palazzo Sándor, con il primo ministro Viktor Orban e infine con le autorità civili e militari e con il corpo diplomatico nell'ex monastero carmelitano, ora sede del governo, durante il quale ha pronunciato un discorso. A conclusione della sua prima giornata, il Santo Padre si è recato alla Concattedrale di Santo Stefano per un incontro con i vescovi, il clero, i religiosi, i seminaristi e gli operatori pastorali del Paese. Sabato 29, seconda giornata del viaggio, il Papa si è recato all'Istituto "Beato Laszlo Batthyany-Strattamann" per ciechi, dove ha avuto un incontro privato con i bambini e ha rivolto un discorso al direttore e ai dipendenti. Francesco si è poi recato alla chiesa di Santa Elisabetta d'Ungheria, in piazza delle Rose, nello storico quartiere ebraico della città, dove si è svolto l'incontro con i poveri e con i rifugiati: a loro ha rivolto un altro discorso. A questa è seguita un'altra visita alla comunità greco-cattolica, nella chiesa Protezione Madre di Dio, sempre in piazza delle Rose. Nel pomeriggio, il Pontefice si è recato alla László Papp Budapest Sports Arena dove ha pronunciato il quarto discorso della visita. Al termine di quest'ultimo è ritornato in nunziatura, dove ha alloggiato per tutta la durata del viaggio, per l'incontro privato con i membri della Compagnia di Gesù operanti in Ungheria. Domenica 30 aprile, terzo e ultimo giorno del viaggio, papa Francesco ha celebrato la messa nella piazza Kossuth Lajos, alla quale è seguita la recita del Regina Caeli. Nel pomeriggio il Santo Padre ha incontrato il mondo universitario e della cultura presso la Facoltà di Informatica e Scienze Bioniche dell'Università Cattolica Pázmány Péter, luogo dell'ultimo discorso di Francesco in Ungheria. Al termine di questo incontro, il Papa si è recato all'aeroporto di Budapest, dove si è tenuta la cerimonia di congedo. Subito dopo è ripartito per Roma, concludendo così la visita.

#### PortogalloII (2-6 agosto 2023)
Papa Francesco si è recato per la seconda volta in Portogallo dal 2 al 6 agosto 2023, visitando le città di Lisbona, Cascais e Fátima; nella capitale del Paese ha partecipato agli eventi della Giornata mondiale della gioventù - inizialmente prevista per il 2022, ma poi rinviata al 2023 a causa dell'emergenza coronavirus - mentre il 5 agosto si è recato al santuario di Fátima.

#### Mongolia(31 agosto - 4 settembre 2023)
Papa Francesco si è recato in Mongolia dal 31 agosto al 4 settembre 2023, visitando la capitale Ulan Bator. Si è trattato della prima visita di un pontefice nel paese asiatico, dove risiede una piccola comunità cattolica di circa 1300 fedeli a fronte di una popolazione di oltre 3 milioni di persone. Dopo l'arrivo, il primo evento ufficiale al quale papa Bergoglio ha preso parte è stata la cerimonia di benvenuto in piazza Sukhbaatar, la mattina del 2 settembre. Subito dopo è avvenuta la visita di cortesia al presidente della Repubblica mongola Ukhnaagiin Khürelsükh nel Palazzo di Stato, stesso luogo dove si è svolto l'incontro con le autorità, la società civile e il Corpo diplomatico, occasione del primo discorso del Papa in Mongolia; al termine, un altro incontro del Papa col presidente del Grande Hural di Stato e con il Primo Ministro. Nel pomeriggio, nella cattedrale dei Santi Pietro e Paolo, il Pontefice ha incontrato i vescovi, i sacerdoti, i missionari, i consacrati, le consacrate e gli operatori pastorali: qui Francesco ha tenuto il secondo discorso della visita. Domenica 3 settembre si è svolto un incontro ecumenico e interreligioso nell'"Hun Theatre", occasione di un altro discorso del Santo Padre, che nel pomeriggio ha celebrato la messa nella "Steppa Arena". Lunedì 4 settembre, dopo l'incontro con gli operatori della carità e l'inaugurazione della Casa della misericordia, durante la quale il Santo Padre ha pronunciato l'ultimo discorso in terra di Mongolia, papa Francesco si è recato in aeroporto, da dove è ripartito per Roma.

#### FranciaII (22-23 settembre 2023)
Papa Francesco si è recato a Marsiglia il 22 e 23 settembre per partecipare ai lavori conclusivi dell'incontro dei vescovi del Mediterraneo, tenutosi nella città francese dal 17 al 24 dello stesso mese. Al suo arrivo all'aeroporto, il Santo Padre è stato accolto dal primo ministro Élisabeth Borne, che poi si è trattenuta con lui per un breve incontro. Nel pomeriggio il Pontefice si è trasferito alla basilica di Notre-Dame de la Garde per la preghiera mariana con il clero diocesano, poi ha preso parte a un momento di raccoglimento con i leader religiosi nei pressi del memoriale dedicato ai marinai e ai migranti dispersi in mare, dove ha deposto una corona di fiori. La mattina seguente, dopo un incontro privato con alcune persone in difficoltà economiche nella Casa delle Missionarie della Carità, il Papa si è recato presso il "Palais du Pharo" per presiedere la sessione conclusiva dell'incontro dei vescovi del Mediterraneo. Al termine c'è stato un incontro col Presidente della Repubblica francese Emmanuel Macron, con il tradizionale scambio di doni. Nel pomeriggio il Papa ha celebrato la santa messa allo stadio Vélodrome, dopodiché si è trasferito all'aeroporto da dove è poi ripartito alla volta di Roma.

### 2024

#### Indonesia,Papua Nuova Guinea,Timor EsteSingapore(2 - 13 settembre 2024)

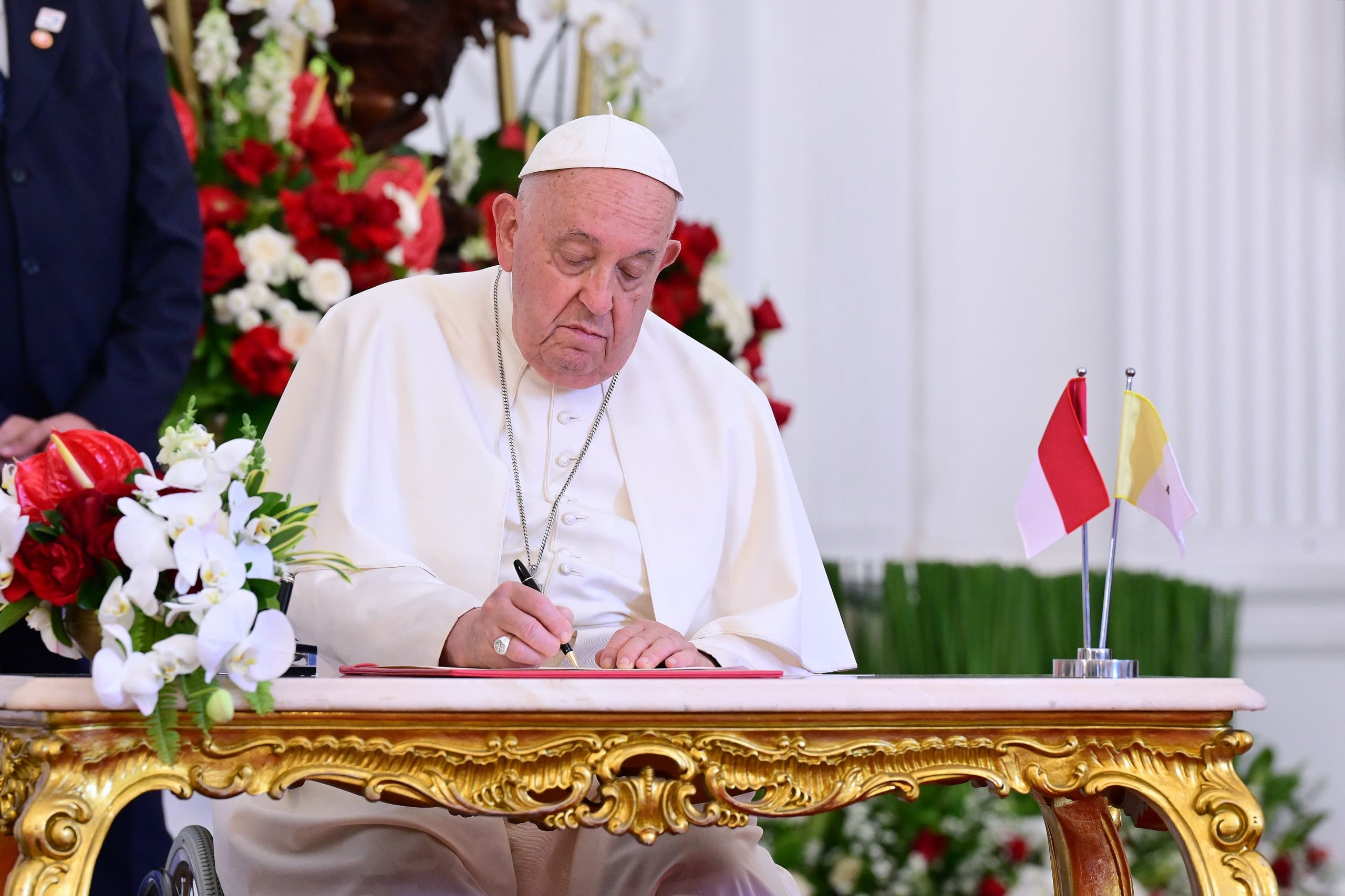
Papa Francesco firma il libro d'onore nella Credential Hall del palazzo presidenziale "Istana Merdeka" di Giacarta, 4 settembre 2024

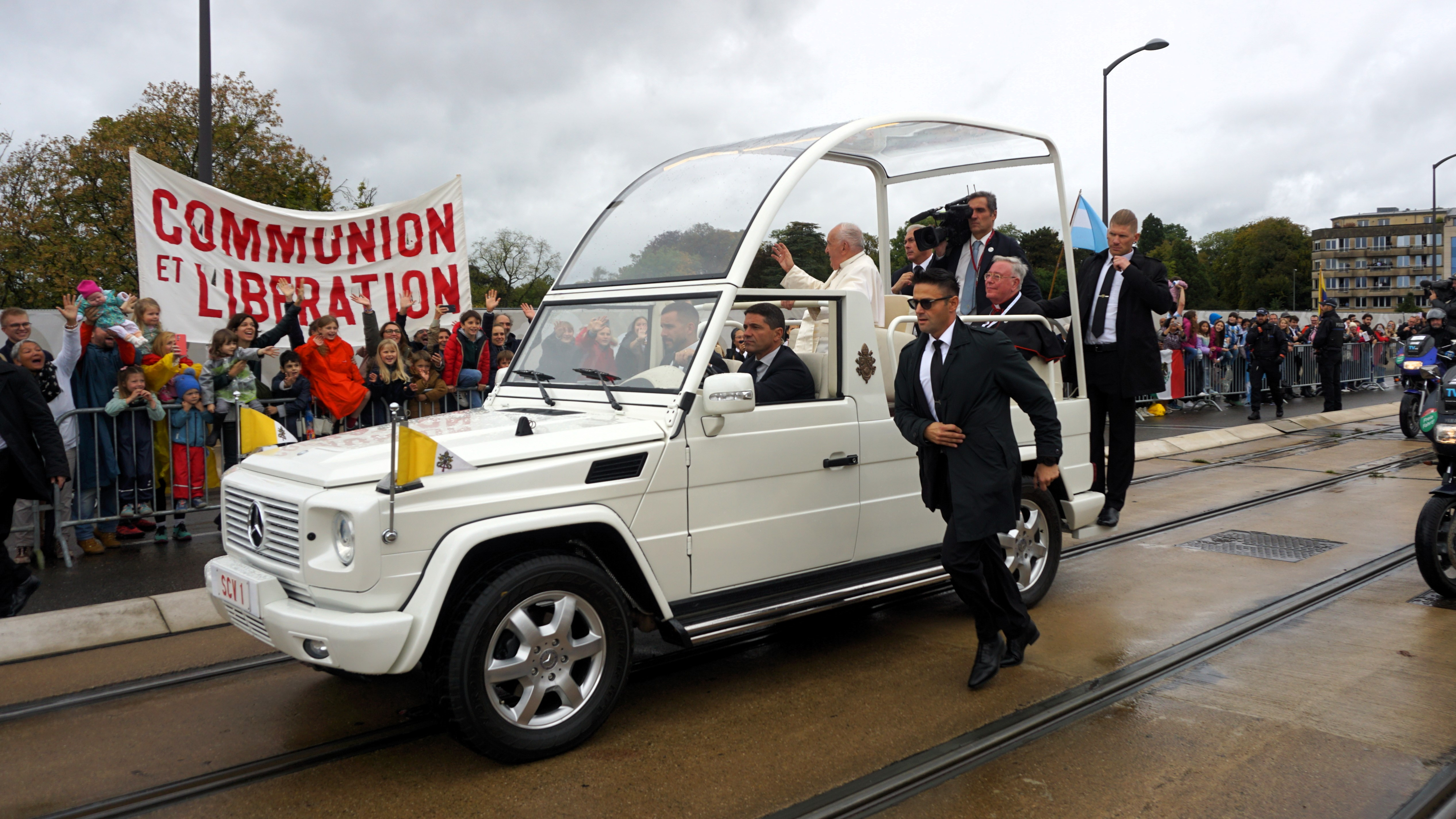
Papa Francesco saluta alcuni fedeli dalla papamobile durante la sua visita in Lussemburgo; dietro di lui è seduto il cardinale Jean-Claude Hollerich

Accogliendo l'invito dei rispettivi capi di Stato e delle autorità ecclesiastiche, dal 2 al 13 settembre il Papa ha compiuto un viaggio apostolico tra Asia e Oceania, visitando Indonesia, Papua Nuova Guinea, Timor Est e Singapore; con una durata di 11 giorni e una distanza tra i paesi percorsa in volo di circa 33 000 km, si è trattato del viaggio più lungo del suo pontificato, sia per durata che per distanza percorsa. Partito da Roma nel pomeriggio del 2 settembre, il Papa è giunto a Giacarta, capitale dell'Indonesia e prima tappa della lunga trasferta, alle 11:30 (ora indonesiana) del 3 settembre. Il 4 settembre, la giornata del Papa è iniziata con una cerimonia di benvenuto all'esterno del palazzo presidenziale "Istana Merdeka", seguita da una visita di cortesia al presidente della Repubblica e da incontri con autorità, società civile e corpo diplomatico nella Sala del Palazzo presidenziale "Istana Negara". In tarda mattinata papa Francesco ha incontrato privatamente i membri della Compagnia di Gesù presso la nunziatura apostolica e successivamente ha tenuto un incontro con vescovi, sacerdoti, diaconi, consacrati, seminaristi e catechisti nella cattedrale di Nostra Signora dell'Assunzione. La giornata si è conclusa con un incontro con i giovani di Scholas Occurrentes presso la Casa della Gioventù "Grha Pemuda". Il 5 settembre, il Santo Padre ha partecipato a un incontro interreligioso presso la moschea "Is`qlal" di Giacarta e successivamente ha visitato gli assistiti delle realtà caritative presso la sede della Conferenza episcopale indonesiana. Nel pomeriggio, ha celebrato una messa nello Stadio Gelora Bung Karno. Il 6 settembre, dopo la cerimonia di congedo all'Aeroporto internazionale di Giacarta, il Pontefice è partito in aereo alla volta di Port Moresby, capitale della Papua Nuova Guinea, dove il giorno successivo, 7 settembre, ha incontrato il governatore generale nella "Government House" e ha tenuto un incontro con le autorità, la società civile e il corpo diplomatico nell'"Apec Haus". Nel pomeriggio ha visitato i bambini di "Street ministry" e "Callan services" presso la "Caritas Technical Secondary School" e ha incontrato i vescovi della Papua Nuova Guinea e delle Isole Salomone nel Santuario di Maria Ausiliatrice. L'8 settembre, il Papa ha incontrato il primo ministro della Papua Nuova Guinea nella nunziatura apostolica e ha celebrato una messa nello Stadio "Sir John Guise". Nel pomeriggio si è spostato a Vanimo, dove ha incontrato i fedeli della diocesi nella spianata antistante la cattedrale della Santa Croce e successivamente un gruppo di missionari nella "Holy Trinity Humanities School" di Baro. Il 9 settembre, dopo essere tornato brevemente a Port Moresby per un incontro con i giovani nello Stadio "Sir John Guise", papa Francesco si è spostato a Dili, capitale di Timor Est, dove è arrivato nel pomeriggio per la cerimonia di benvenuto all'esterno del Palazzo presidenziale. Il 10 settembre ha visitato una scuola per bambini con disabilità e ha incontrato i vescovi e i sacerdoti nella cattedrale dell'Immacolata Concezione; successivamente ha celebrato una messa nella spianata di Taci Tol. L'11 settembre il Santo Padre ha incontrato i giovani nel "Centro de Convenções" prima di partire per Singapore, ultima tappa del lungo viaggio, dove, nel pomeriggio, ha incontrato i membri della Compagnia di Gesù presso il Centro per ritiri "San Francesco Saverio". La cerimonia di benvenuto a Singapore si è svolta il giorno successivo, 12 settembre, nella "Parliament House". Qui il Pontefice ha avuto una serie di incontri con il presidente della Repubblica, il primo ministro e le autorità locali. La giornata si è conclusa con una messa nello Stadio nazionale. Il 13 settembre, ultimo giorno del viaggio, il Papa ha visitato un gruppo di anziani e malati presso la Casa "Santa Teresa" e ha partecipato a un incontro interreligioso con i giovani nel "Catholic Junior College". Nel pomeriggio, dopo la cerimonia di congedo all'Aeroporto internazionale di Singapore-Changi, il Pontefice è ripartito alla volta di Roma.

#### LussemburgoeBelgio(26 - 29 settembre 2024)
Accogliendo l'invito dei rispettivi capi di Stato e delle autorità ecclesiastiche, papa Francesco ha compiuto un viaggio apostolico dal 26 al 29 settembre 2024, recandosi in Lussemburgo il 26 settembre e in Belgio dal 26 al 29 settembre, visitando Bruxelles, Lovanio e Louvain-la-Neuve. Prima tappa del viaggio è stata la capitale del Granducato di Lussemburgo: partito dall'Aeroporto di Roma-Fiumicino alle 8:30 del mattino, il Santo Padre è atterrato dopo quasi due ore di volo all'Aeroporto di Lussemburgo-Findel, dove è stato accolto con una cerimonia di benvenuto. Subito dopo, presso il Palazzo Granducale, si è tenuta la visita di cortesia al granduca Enrico di Lussemburgo, alla quale è seguito l'incontro con il primo ministro Luc Frieden. Il Papa ha poi incontrato le autorità, la società civile e il corpo diplomatico presso il "Cercle Cité", e a costoro ha rivolto un discorso. Papa Francesco ha pronunciato un altro discorso nell'appuntamento del pomeriggio, rivolgendosi alla comunità cattolica lussemburghese riunitasi nella cattedrale di Notre-Dame. Al termine dell'incontro, il Papa si è congedato ed è partito alla volta di Bruxelles. Francesco è arrivato nella capitale belga nella prima serata, atterrando alla base aerea di Melsbroek, dove si è tenuta la cerimonia di benvenuto. Venerdì 27 settembre, secondo giorno del viaggio, il Pontefice ha iniziato la giornata facendo visita a Filippo, re dei Belgi, nel castello di Laeken. Alle 9:45 è seguito l'incontro con il primo ministro Alexander De Croo e, alle 10, quello con le autorità e la società civile. Prima di pranzo, a sorpresa, il Santo Padre si è recato presso la "Home Saint-Joseph", una casa di carità della capitale belga che accoglie anziani gravemente malati e con scarse possibilità economiche, e si è intrattenuto con i presenti per un breve tempo. Nel pomeriggio, alle 16:30, papa Francesco ha raggiunto Lovanio per incontrare i docenti universitari della Katholieke Universiteit Leuven presso la "Promotiezaal" della medesima università, che nel 2025 celebra il suo 600º anniversario di fondazione. Nella mattinata di sabato 28 settembre, il Pontefice ha incontrato vescovi, sacerdoti, diaconi, consacrati e consacrate, seminaristi e operatori pastorali nella Basilica del Sacro Cuore di Koekelberg. Nel pomeriggio il Papa, arrivato a Louvain-la-Neuve, ha rivolto un discorso agli studenti universitari dell'Université catholique de Louvain nell'Aula Magna della stessa università. A conclusione della giornata, come da prassi in ogni suo viaggio apostolico, ha ricevuto privatamente i membri della Compagnia di Gesù nel Collegio "Saint Michel". Domenica 29 settembre, ultimo giorno di viaggio, il Santo Padre è tornato a Bruxelles dove, nella mattinata, ha celebrato la messa presso lo stadio Re Baldovino; durante la celebrazione eucaristica ha beatificato Anna di Gesù de Lobera y Torres, monaca professa dell'ordine delle carmelitane scalze, nata a Medina del Campo, in Spagna, il 25 novembre 1545 e morta nella capitale belga il 4 marzo 1621. Subito dopo aver recitato l'Angelus, papa Francesco si è trasferito alla base aerea di Melsbroek per la cerimonia di congedo; da qui è partito per Roma.

#### FranciaIII (15 dicembre 2024)

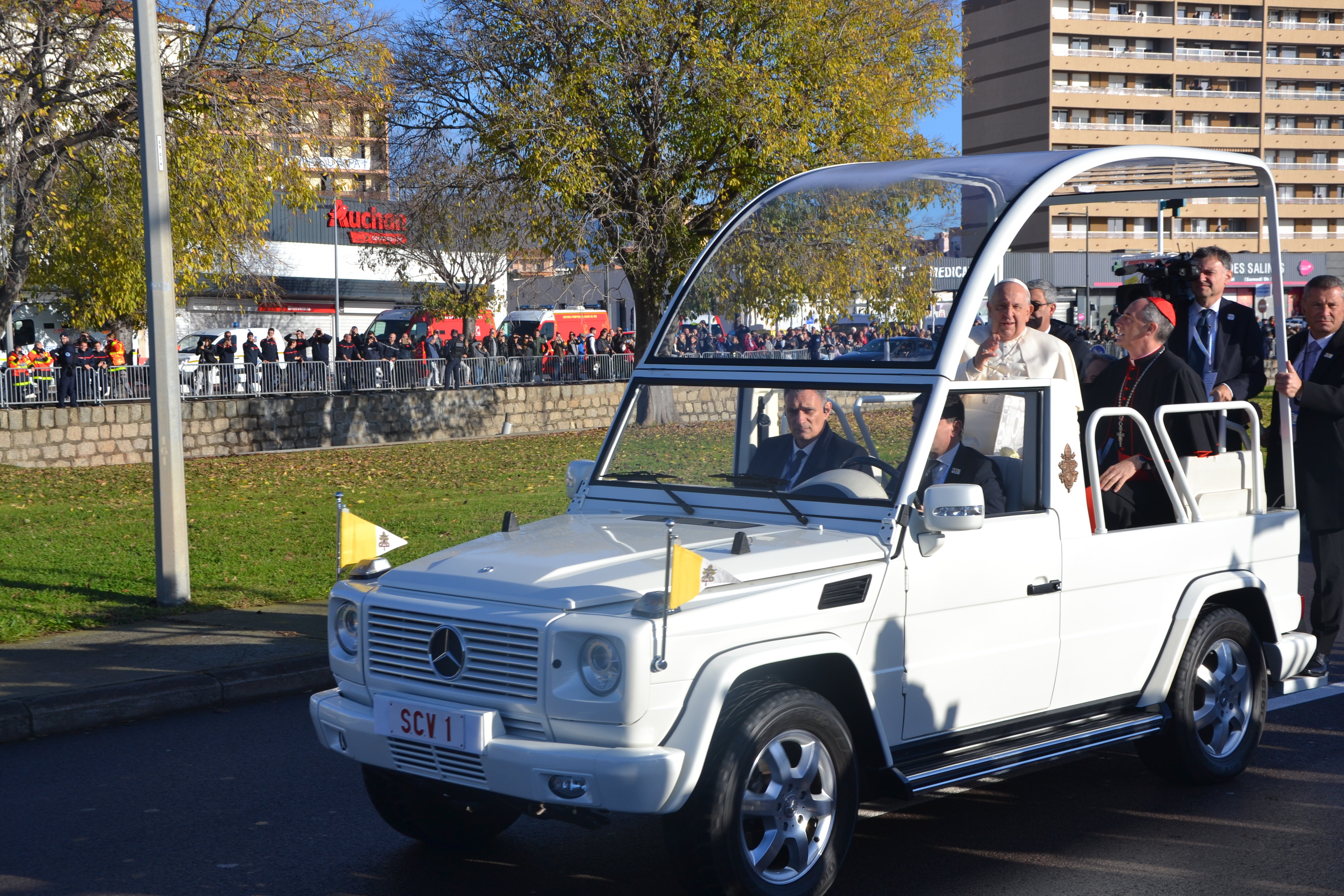
Papa Francesco in Corsica

Il Santo Padre si è recato ad Ajaccio, in Corsica, il 15 dicembre 2024 per presiedere la sessione conclusiva di una conferenza sulla "religiosità popolare nel Mediterraneo". Papa Francesco è stato il primo pontefice a visitare l'isola. Partito dall'Aeroporto di Roma-Fiumicino alle 7:45 del mattino, il Santo Padre è atterrato dopo poco più di un'ora di volo all'Aeroporto Internazionale di Ajaccio, dove è stato accolto con una cerimonia di benvenuto. Alle 10:15 papa Francesco ha preso parte alla sessione conclusiva del congresso sulla "religiosità popolare nel Mediterraneo", svoltasi al Palais des Congrès et d’Exposition d’Ajaccio, e ha tenuto un discorso ai partecipanti. Alle 11:20 il Santo Padre ha incontrato i vescovi, i sacerdoti, i diaconi, i consacrati e le consacrate e i seminaristi presso la cattedrale di Santa Maria Assunta, ai quali ha rivolto una breve allocuzione; con loro ha anche recitato l'Angelus. Nel primo pomeriggio, alle 15:30, il Pontefice ha presieduto la messa nella Place d’Austerlitz , alla quale ha fatto seguito l'incontro con il Presidente della Repubblica francese Emmanuel Macron presso l'Aeroporto Internazionale di Ajaccio, dal quale, alle 18:15, dopo la cerimonia di congedo, è ripartito alla volta di Roma. Questo è stato l'ultimo viaggio al di fuori dell'Italia di papa Francesco.

## Visite a organizzazioni internazionali

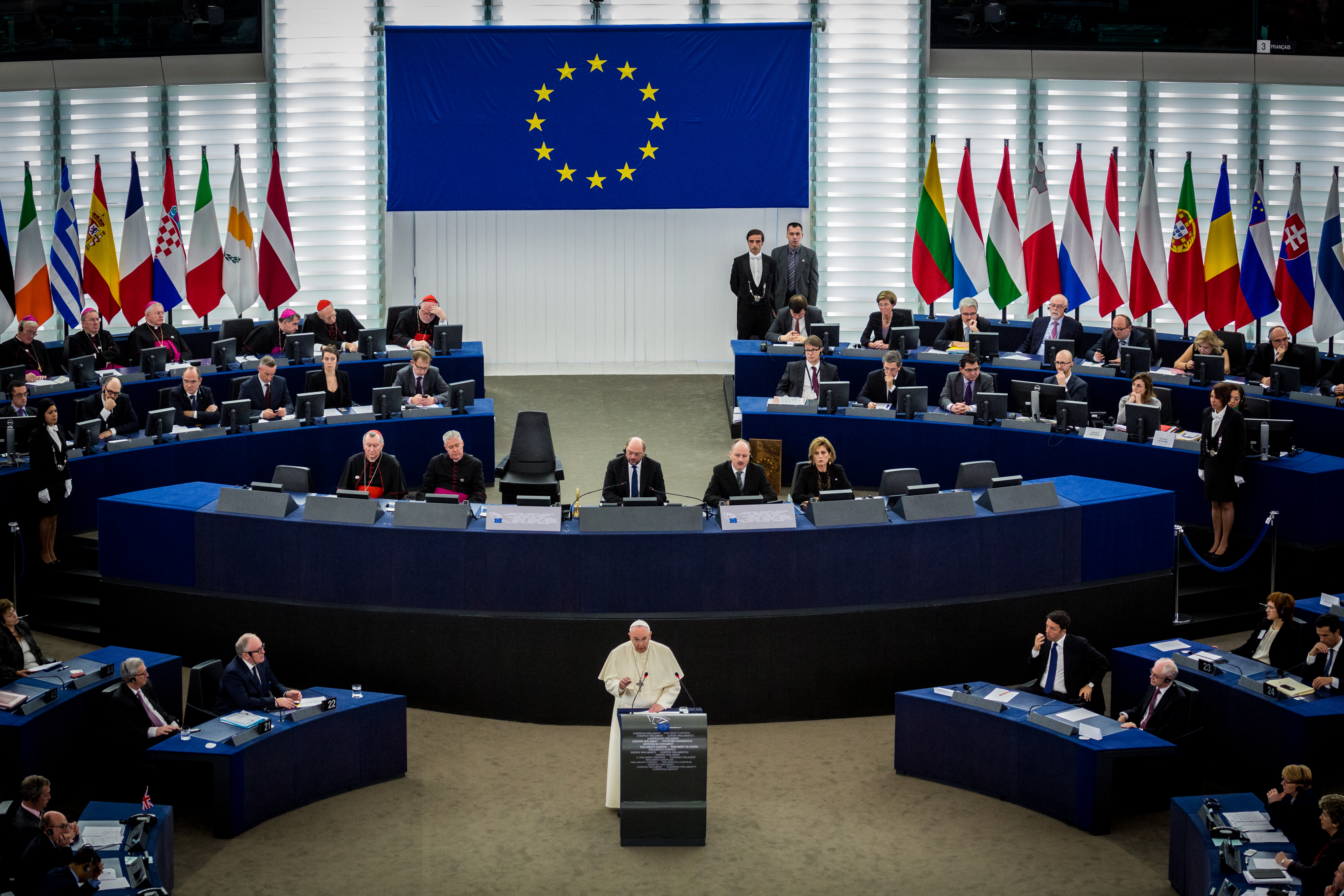
Papa Francesco parla al Parlamento europeo di Strasburgo

### 2014
- FAO (Roma): 20 novembre - II Conferenza Internazionale sulla nutrizione[85]
- Parlamento Europeo e Consiglio d'Europa (Strasburgo): 25 novembre

### 2015
- ONU (New York): 25 settembre
- UNON (Nairobi): 26 novembre

### 2016
- WFP (Roma): 13 giugno[86]

### 2017
- FAO (Roma): 16 ottobre

### 2019
- FAO (Roma): 14 febbraio

## Visite pastorali in Italia

### 2013
- Lampedusa (8 luglio): come prima visita ufficiale fuori dalla diocesi di Roma dal giorno della sua elezione, papa Francesco si è recato nell'isola di Lampedusa (provincia e arcidiocesi di Agrigento). Giunto nell'isola, ha incontrato un gruppo di migranti extracomunitari e, accompagnato in barca da dei pescatori, ha lanciato in mare una corona di fiori nel punto dove si trova una statua della Madonna del Mare, posta a 14 m di profondità, in ricordo di quanti hanno perso la vita nelle traversate nel canale di Sicilia. Ha poi celebrato messa davanti a 20.000 fedeli, a fronte di una popolazione di circa 6.000 abitanti.[87][88] Nell'omelia pronunciata dopo il Vangelo il Papa ha esortato a impedire nuove stragi del mare e ha aggiunto: "Siamo una società che ha dimenticato l'esperienza del piangere, del patire con: la globalizzazione dell'indifferenza ci ha tolto la capacità di piangere!".
- Cagliari (22 settembre): viaggio annunciato nel corso dell'udienza generale del 15 maggio precedente, papa Francesco si è recato a Cagliari[89], che ha scelto per rendere omaggio alla Madonna di Bonaria, da cui deriva il nome della sua città natale, Buenos Aires. All'evento hanno partecipato circa 400.000 persone[90]. Nel corso della visita, il Papa si è recato prima al largo Carlo Felice dove ha incontrato rappresentanti del mondo del lavoro, che gli hanno espresso problemi e speranze del territorio, con particolare attenzione all'emergenza disoccupazione[91]. Successivamente papa Francesco si è spostato al santuario di Bonaria, dove ha celebrato la messa nella piazza antistante la Basilica concludendo l'omelia in lingua sarda con le parole: «Nostra Segnora 'e Bonaria bos acumpanzet sempre in sa vida»[92], cioè: «Nostra Signora di Bonaria vi accompagni sempre nella vostra vita». Nel pomeriggio il Santo Padre si è poi recato nella cattedrale di Cagliari per un incontro con poveri e detenuti. Un discorso alla Pontificia Facoltà di Teologia della Sardegna ha quindi preceduto la tappa finale, nuovamente a largo Carlo Felice, dove il Papa ha incontrato i giovani sardi. La visita si è conclusa con la benedizione, preceduta da una preghiera per le vittime di un attentato in Pakistan[93].

- Assisi I (4 ottobre): in occasione della festa di san Francesco d'Assisi, papa Francesco si è recato ad Assisi.[94]

### 2014
- Cassano all'Ionio (21 giugno): nella sua quarta visita pastorale in Italia, papa Francesco si è recato in Calabria, nel comune di Cassano all'Ionio. Arrivato in elicottero, il Papa ha fatto visita ai detenuti del carcere di Castrovillari, dove ha incontrato anche i familiari di Cocò Campilongo, il bambino di 3 anni ucciso e bruciato nel gennaio 2014 insieme al nonno dalle cosche della 'ndrangheta. In seguito ha fatto visita agli ammalati dell'Hospice "San Giuseppe Moscati" e ha pranzato con i poveri della Caritas diocesana. Dopo aver incontrato anche gli anziani ospiti della "Casa Serena" di Cassano[95], papa Francesco ha poi celebrato la messa nella piana di Sibari, dove hanno partecipato più di 250.000 persone. Nell'omelia il Pontefice si è pronunciato contro i mafiosi, affermando: "La ‘ndrangheta è questo: adorazione del male e disprezzo del bene comune. Questo male va combattuto, va allontanato. Bisogna dirgli di no. [...] Coloro che nella loro vita hanno questa strada di male, come sono i mafiosi, non sono in comunione con Dio, sono scomunicati"[96][97].
- Campobasso, Castelpetroso e Isernia (5 luglio): il Papa arriva in elicottero a Campobasso, dove incontra il mondo del lavoro all'Università degli Studi del Molise, celebra la santa messa allo Stadio Vecchio Romagnoli e incontra gli ammalati alla cattedrale della Santissima Trinità. In seguito inaugura la "Casa degli Angeli", vecchio asilo adibito a centro di accoglienza per i bisognosi ristrutturato per l'evento e presso la quale mensa il Santo Padre pranza. Nel pomeriggio, incontra i giovani di Molise e Abruzzo presso il Santuario dell'Addolorata di Castelpetroso (IS) e infine si reca a Isernia, salutando i detenuti del carcere della città e la cittadinanza. La visita è stata effettuata in seguito all'invito dell'arcivescovo di Campobasso-Boiano Giancarlo Maria Bregantini[98].
- Caserta (26 luglio): visita pastorale nel giorno della patrona Sant'Anna. Il viaggio doveva essere una visita strettamente privata del Papa all'amico pastore evangelico Giovanni Traettino, ma successivamente, a causa delle richieste del vescovo e della popolazione, papa Francesco ha incontrato i sacerdoti e ha celebrato la messa a Caserta il 26 luglio per poi ritornare il 28 luglio, questa volta in forma privata, per incontrare il pastore evangelico.
- Redipuglia (13 settembre): visita al sacrario militare di Redipuglia in occasione del centenario dell'inizio della prima guerra mondiale.[99]

### 2015

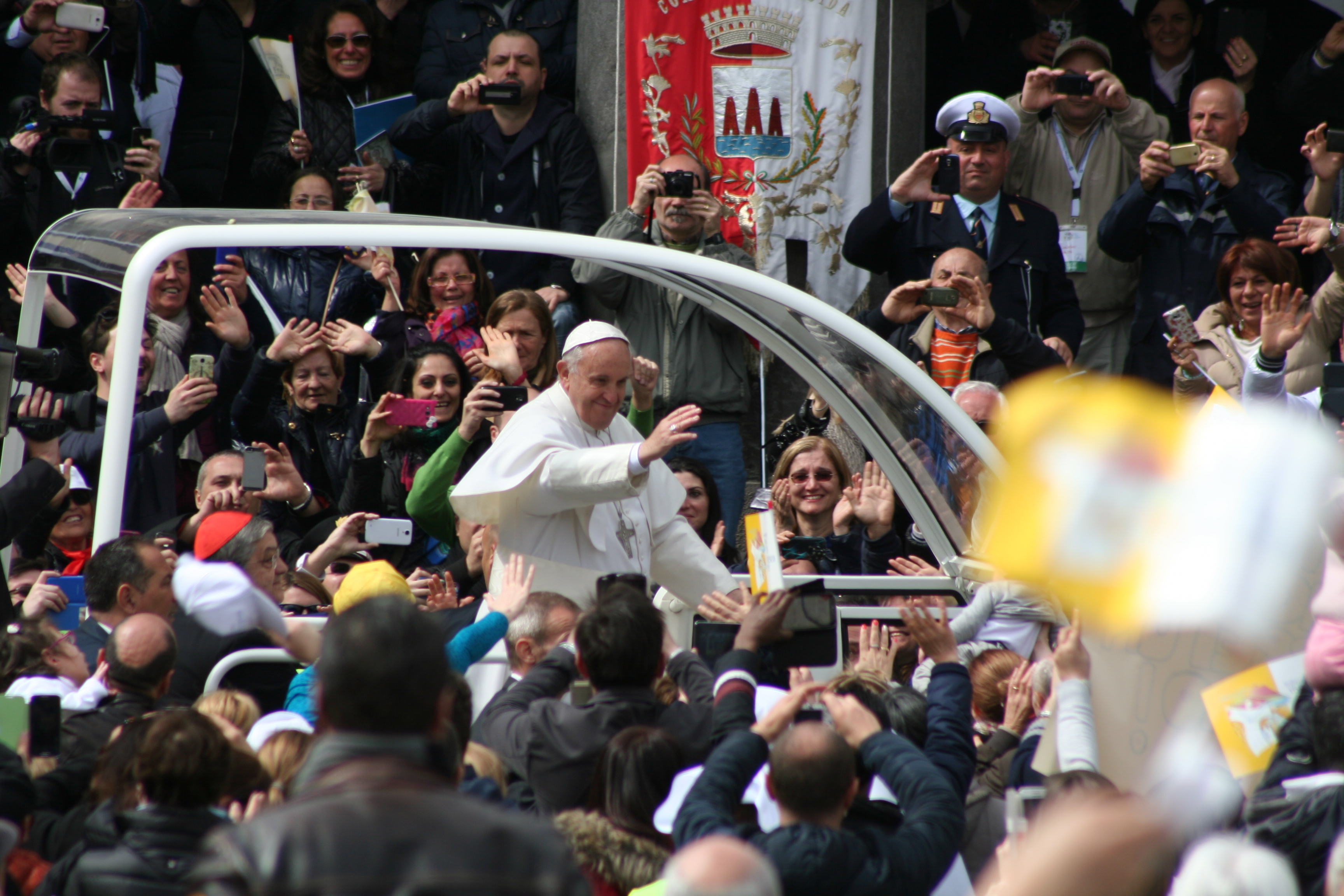
Papa Francesco saluta i fedeli dalla papamobile

- Napoli I (21 marzo). Durante la Solennità del Santo patrono, il 19 settembre 2014, l'Arcivescovo metropolita di Napoli, il cardinale Crescenzio Sepe, ha annunciato la visita del Pontefice.[100] Papa Francesco atterra all'alba in elicottero a Pompei, per una breve visita al Pontificio Santuario della Beata Vergine del Santo Rosario. Sempre in elicottero arriva nel Capoluogo, partendo dalla Periferia per un incontro con la popolazione di Scampia e le diverse categorie sociali. Proseguendo in Papamobile per l'intera giornata, si dirige a Largo di Palazzo per la Celebrazione eucaristica all'esterno della Basilica di San Francesco di Paola. Pranza con i detenuti di Poggioreale e dopo una sosta all'arcivescovado, si reca in cattedrale per parlare al clero e venerare le reliquie di san Gennaro, dove avviene per la prima volta alla presenza del Vescovo di Roma il prodigio della liquefazione del sangue. Dopo aver incontrato gli ammalati in Piazza del Gesù Nuovo, termina la visita a Napoli con una festa sul Lungomare di Mergellina dove affronta temi sui giovani e sulle famiglie.
- Torino (21-22 giugno): papa Francesco è stato a Torino per venerare la Sindone, visitare il Tempio Valdese e onorare il bicentenario della nascita del Santo piemontese per eccellenza, Giovanni Bosco. L'annuncio è stato dato dal Papa stesso al termine dell'udienza generale del 5 novembre 2014.[101]
- Prato e Firenze (10 novembre): a Prato il Papa ha incontrato il mondo del lavoro, a Firenze ha tenuto un discorso al V Convegno ecclesiale nazionale della Chiesa italiana.[102][103]

### 2016
- Assisi II (4 agosto): in occasione dell'VIII centenario del Perdono d'Assisi, papa Francesco si è recato alla basilica di Santa Maria degli Angeli.[104]
- Assisi III (20 settembre): papa Francesco si è recato nuovamente ad Assisi per l'incontro interreligioso organizzato per la Giornata mondiale di preghiera per la pace[105].
- Amatrice, Accumoli, Arquata del Tronto e Norcia (4 ottobre): a sorpresa, papa Francesco si è recato in visita nelle zone colpite dal sisma del 24 agosto 2016, visitando i comuni di Amatrice, Accumoli, Arquata del Tronto e Norcia.

### 2017
- Milano e Monza (25 marzo): papa Francesco ha visitato l'arcidiocesi ambrosiana a 5 anni di distanza dal suo predecessore Benedetto XVI. Dopo l'arrivo all'aeroporto di Linate, il Papa si è recato alle case bianche di via Salomone, periferia sud-est del capoluogo lombardo, dove ha visitato una famiglia musulmana, una coppia con un malato allettato, un anziano con la moglie appena ricoverata in ospedale, cui il Papa ha telefonato per consolarla e benedirla. Successivamente ha risposto in Duomo alle domande di un sacerdote, di un diacono permanente e di una suora, pregato l'Angelus con i fedeli raccolti in piazza Duomo e ha pranzato con i detenuti al carcere di San Vittore, dopo averli salutati personalmente. Nel pomeriggio ha celebrato la messa con l'arcivescovo, il cardinale Angelo Scola, presso il Parco di Monza, alla presenza di circa un milione di persone. L'ultimo appuntamento della visita papale è stato l'incontro con 80.000 cresimandi allo stadio San Siro.[106]
- Carpi e Mirandola (2 aprile): l'elicottero di papa Francesco è atterrato domenica al campo di rugby "Dorando Pietri", dove è stato accolto dal vescovo di Carpi, Francesco Cavina. Dal campo di rugby, il Papa è partito in auto verso Piazza dei Martiri dove, alle ore 10:30, ha presieduto una concelebrazione eucaristica. Dopo avere celebrato la messa domenicale - in cui ha benedetto quattro prime pietre: della chiesa nuova della parrocchia di Sant'Agata di Carpi, della casa di esercizi spirituali di Sant'Antonio in Mercadello, della struttura polifunzionale della parrocchia di San Martino Carano e della cittadella della carità di Carpi - il Papa ha recitato l'Angelus per poi pranzare nel Seminario vescovile e incontrare sacerdoti, seminaristi e religiosi. Nel pomeriggio, il trasferimento in auto a Mirandola, dove Francesco ha visitato il Duomo, ancora inagibile dopo il sisma del 2012. Ultima tappa la parrocchia dei Santi Filippo e Giacomo di San Giacomo Roncole, per un omaggio alla stele dedicata alle vittime del terremoto[107].
- Genova (27 maggio): il Pontefice è arrivato nel capoluogo ligure alle 8:15 con prima tappa allo stabilimento Ilva di Cornigliano per incontrare una delegazione di lavoratori. Seconda tappa, intorno alle 10, nella cattedrale di San Lorenzo, nel cuore di Genova, per l'incontro con il clero, i religiosi, le suore e i tanti laici impegnati nelle diocesi della regione, alla presenza di due imam genovesi. Poi, alle ore 12:15, nel santuario di Nostra Signora della Guardia per ascoltare i giovani prima del pranzo con 130 "ospiti" arrivati dalle carceri e dai centri di assistenza della Liguria, gli "ultimi" tanto cari a Francesco. Nel primo pomeriggio il trasferimento sino all'ospedale Gaslini, dove ha effettuato una visita ad alcuni piccoli pazienti. Subito dopo, con la Papamobile scoperta, il passaggio da via Caprera, via Cavallotti e corso Italia per raggiungere piazzale Kennedy, dove alle 17:30 ha celebrato la messa con l'arcivescovo, il cardinale Angelo Bagnasco. Il papa è ripartito dall'aeroporto Colombo alle 19.30.
- Bozzolo e Barbiana (20 giugno): papa Francesco si è recato in pellegrinaggio in forma privata a Bozzolo (in provincia di Mantova e diocesi di Cremona) e a Barbiana (frazione del comune di Vicchio, nell'arcidiocesi di Firenze) per commemorare rispettivamente don Primo Mazzolari e don Lorenzo Milani[108].
- Cesena e Bologna (1º ottobre): a Cesena, alle 8:15 il Pontefice ha incontrato la cittadinanza in piazza del Popolo seguito dall'incontro in cattedrale con il clero, i consacrati e i rappresentanti delle parrocchie. A Bologna, alle 10:30 la visita all'Hub regionale di Via Enrico Mattei per l'incontro con i migranti ospiti e con il personale che svolge servizio di assistenza; in Piazza Maggiore, invece, alle 12 l'incontro con il mondo del lavoro, i disoccupati, i rappresentanti di Unindustria, sindacati, Confcooperative e Legacoop e la recita dell'Angelus. Dalle 14:30, nella Cattedrale di San Pietro, il Papa ha incontrato i sacerdoti, i religiosi, i seminaristi del Seminario regionale e i diaconi permanenti; alle 15:30 in piazza San Domenico, l'incontro con gli studenti e il mondo accademico e infine alle 17 nello stadio Dall'Ara, la celebrazione della santa messa presieduta con l'arcivescovo di Bologna, Matteo Maria Zuppi.
- Nettuno (2 novembre): in occasione della Commemorazione dei defunti, il Papa si è recato in visita a Nettuno per visitare il Cimitero americano, dove ha celebrato la Santa messa per tutti i caduti delle guerre.

### 2018
- Pietrelcina e San Giovanni Rotondo (17 marzo): papa Francesco si è recato a Pietrelcina (Arcidiocesi di Benevento) e a San Giovanni Rotondo (Arcidiocesi di Manfredonia-Vieste-San Giovanni Rotondo) in occasione del 50º anniversario della morte di San Pio da Pietrelcina e del centenario dell'apparizione delle stimmate.[109] A Pietrelcina, il Papa è stato accolto dalle autorità e dalla popolazione e si è recato alla cappella di San Francesco, per fare una breve sosta di preghiera davanti all'olmo delle stimmate. Subito dopo ha rivolto un discorso ai fedeli nell'Aula liturgica, al termine del quale ha ricevuto il saluto ed il ringraziamento dall'arcivescovo Felice Accrocca per la sua visita. Il papa si è recato, quindi, a San Giovanni Rotondo, facendo prima tappa all'Ospedale Casa Sollievo della Sofferenza. Giunto nel piazzale antistante, ha salutato e benedetto gli ammalati e poi è andato a far visita ai bambini degenti nel reparto di Oncologia Pediatrica. Segue l'incontro con la comunità religiosa dei Frati Cappuccini, nel Santuario di Santa Maria delle Grazie, e la sosta di preghiera davanti al corpo di San Pio da Pietrelcina e al Crocifisso delle stimmate. La visita si è conclusa con la celebrazione della santa messa sul sagrato della nuova chiesa di Padre Pio.
- Alessano e Molfetta (20 aprile): Il Papa ha visitato la città natale di don Tonino Bello nel 25º anniversario della morte e ha pregato davanti alla tomba del vescovo pugliese. Ha pronunciato un discorso ai fedeli nel piazzale antistante il cimitero ed è stato salutato dal vescovo di Ugento-Santa Maria di Leuca, monsignor Vito Angiuli, che lo ha ringraziato per la visita. Successivamente papa Francesco si è recato a Molfetta, dove don Tonino Bello fu vescovo, e lì ha celebrato la santa messa insieme al vescovo Domenico Cornacchia.[110]
- Nomadelfia e Loppiano (10 maggio): Il Papa si è recato a Nomadelfia (diocesi di Grosseto) per incontrare la Comunità fondata da don Zeno Saltini e a Loppiano (diocesi di Fiesole) per una visita alla Cittadella Internazionale del Movimento dei focolari.[111]
- Bari I (7 luglio): papa Francesco si è recato nel capoluogo pugliese per un incontro ecumenico di preghiera per la pace in Medio Oriente.[112]
- Piazza Armerina e Palermo (15 settembre): papa Francesco ha visitato Piazza Armerina e Palermo, nel 25º anniversario del martirio di don Pino Puglisi.[113] Durante la sua visita pastorale, il Pontefice è stato accolto dal vescovo Rosario Gisana e dai fedeli della diocesi siciliana e ai quali ha pronunciato un discorso in Piazza Europa. Al termine dell'incontro, il Papa è giunto a Palermo ed è stato accolto dall'arcivescovo Corrado Lorefice e dalle autorità civili. Si è recato, quindi, al Foro Italico dove ha presieduto la santa messa nella memoria liturgica del beato Pino Puglisi. Al termine della celebrazione, papa Francesco ha pranzato presso la Missione di Speranza e Carità di fra' Biagio Conte con gli ospiti della Missione e alcuni detenuti e immigrati. Successivamente si è recato in visita privata presso il quartiere di Brancaccio, nei luoghi in cui don Pino Puglisi svolse la sua attività pastorale, in particolare nella parrocchia di San Gaetano. Infine il Santo Padre è giunto nella Cattedrale di Palermo dove ha incontrato il clero, i religiosi e i seminaristi, per poi recarsi in Piazza Politeama, accolto dai giovani siciliani dove ha risposto ad alcune loro domande.

### 2019
- Loreto (25 marzo): Nel giorno dell'Annunciazione del Signore, papa Francesco si è recato a Loreto, visitando il Santuario mariano per affidare alla Madonna l'esortazione apostolica Christus vivit, dedicata ai giovani. Durante la visita e dopo 162 anni da parte di un pontefice, il Papa ha celebrato la santa messa nella Basilica della Santa Casa, dopodiché ha firmato l'esortazione apostolica, che ha consegnato simbolicamente ad alcuni giovani.[114]
- Camerino (16 giugno): il 16 giugno 2019 papa Francesco si è recato a Camerino e in particolare nelle zone colpite dal terremoto. Durante la sua visita ha celebrato la santa messa con mons. Francesco Massara, arcivescovo di Camerino-San Severino Marche, e alla presenza dei fedeli della diocesi e al termine ha recitato la preghiera dell'Angelus.
- Napoli II (21 giugno): il 21 giugno 2019 papa Francesco si è recato per la seconda volta a Napoli per partecipare all'Incontro sul tema "La teologia dopo Veritatis Gaudium nel contesto del Mediterraneo", promosso dalla Pontificia Facoltà Teologica dell'Italia Meridionale.
- Albano Laziale (21 settembre): il Papa si è recato ad Albano Laziale il 21 settembre e ha celebrato una santa messa insieme al vescovo e ai fedeli della diocesi.
- Greccio (1º dicembre): nella prima domenica di Avvento, papa Francesco ha visitato il Santuario francescano di Greccio (Rieti), dove nel 1223 San Francesco realizzò il primo presepe. Dopo un momento di preghiera, il Santo Padre ha firmato la lettera apostolica Admirabile signum sul significato e il valore del presepe. Quindi, ha collocato sull'altare della grotta un piccolo Gesù Bambino di legno.

### 2020
- Bari II (23 febbraio): il Papa si è recato per la seconda volta a Bari per partecipare all'incontro "Mediterraneo, frontiera di pace", celebrando poi la santa messa.
- Assisi IV (3 ottobre): il Papa si è recato ad Assisi in visita privata e ha celebrato una messa nella basilica di San Francesco, al termine della quale ha firmato l'enciclica Fratelli tutti.

### 2021
- Assisi V (12 novembre): in preparazione alla V Giornata mondiale dei Poveri, papa Francesco si è recato nella Basilica di Santa Maria degli Angeli per incontrare un gruppo di 500 poveri provenienti da diverse parti d'Europa e trascorrere con loro un momento di ascolto e preghiera.

### 2022
- L'Aquila (28 agosto): papa Francesco si è recato a L'Aquila in occasione delle celebrazioni per la Perdonanza Celestiniana[115]. Nel corso della mattinata, dopo aver visitato il cantiere del Duomo e aver rivolto un saluto ai familiari delle vittime del sisma del 6 aprile 2009, alle autorità presenti e ai cittadini, il papa si è recato presso il piazzale della Basilica di Santa Maria di Collemaggio per la celebrazione della santa messa e l'apertura della Porta Santa, sostando per pochi minuti in preghiera davanti al corpo di papa Celestino V. Francesco ha poi fatto rientro a Roma nel primo pomeriggio.
- Assisi VI (24 settembre): papa Francesco si è recato ad Assisi per la sesta volta in occasione dell'evento "The Economy of Francesco"[116].
- Matera (25 settembre): papa Francesco si è recato a Matera per la conclusione del XXVII Congresso eucaristico nazionale[117], celebrando la santa messa presso lo Stadio comunale XXI Settembre.
- Portacomaro, Tigliole e Asti (19-20 novembre): nel pomeriggio di sabato 19 novembre, in occasione del novantesimo compleanno di sua cugina, papa Francesco si è recato a Portacomaro, in provincia di Asti, per incontrare i familiari in visita riservata, e successivamente ha fatto visita ad altri parenti a Tigliole. Domenica 20 novembre, solennità di Cristo Re dell'Universo, il Papa si è spostato ad Asti, dove ha celebrato la messa presso la Cattedrale di Santa Maria Assunta e incontrato la comunità diocesana dalla quale erano partiti i genitori per emigrare in Argentina. Nel pomeriggio, il Pontefice ha avuto un altro incontro pubblico presso lo stadio della città, dopodiché ha fatto rientro in Vaticano.

### 2024
- Venezia (28 aprile): il Papa si è recato nella città lagunare per visitare sia il padiglione della Santa Sede alla 60ª Esposizione internazionale d'arte della Biennale sia il carcere femminile della Giudecca e per incontrare la comunità ecclesiale del Patriarcato.[118] Il viaggio si è concluso con la celebrazione della messa presieduta dal Santo Padre in Piazza San Marco.
- Verona (18 maggio): il Papa si è recato in visita alla città scaligera per partecipare a una manifestazione per la pace, come annunciato dal vescovo diocesano Domenico Pompili il 25 novembre 2023.[119][120][121] Appena arrivato, il Pontefice si è recato presso la Basilica di San Zeno, dove ha incontrato i sacerdoti e i consacrati della diocesi. Poi si è spostato all'Arena di Verona, dove ha partecipato all'evento Arena di Pace. Dopo il pranzo, che il Papa ha condiviso con i detenuti della casa circondariale di Montorio, il Pontefice ha presieduto la celebrazione eucaristica presso lo Stadio Bentegodi. Al termine della messa il Santo Padre è ripartito alla volta del Vaticano.[122]
- Fasano (14 giugno): su invito della presidente del Consiglio italiana Giorgia Meloni, il Papa si è recato a Borgo Egnazia, nel comune pugliese, per partecipare alla sessione dedicata all'intelligenza artificiale nel corso del G7 del 2024; nell'occasione ha incontrato i capi di Stato e di governo del G7 e vari altri leader internazionali, tra cui il premier indiano Narendra Modi, il presidente turco Recep Tayyip Erdoğan e il presidente argentino Javier Milei.
- Trieste (7 luglio): il Papa si è recato nella città giuliana per la conclusione della 50ª Settimana sociale dei cattolici italiani, come annunciato dal Consiglio permanente della Conferenza Episcopale Italiana il 24 gennaio 2024. Il papa ha prima rivolto un discorso ai congressisti e poi ha celebrato la messa in Piazza Unità d'Italia.

## Visite nella diocesi di Roma

### 2013
- 17 marzo: visita alla chiesa di Sant'Anna dei Palafrenieri in Vaticano e celebrazione della messa[123].
- 28 marzo: Giovedì santo, visita all'istituto penale minorile "Casal del Marmo" a Primavalle per la messa nella Cena del Signore[124].
- 26 maggio: visita alla parrocchia dei Santi Elisabetta e Zaccaria[125].
- 30 maggio: Santissimo Corpo e Sangue di Cristo - santa messa in Piazza San Giovanni in Laterano e Processione fino a Piazza Santa Maria Maggiore.
- 31 luglio: visita e celebrazione eucaristica nella chiesa del Gesù, nella festa di Sant'Ignazio di Loyola[126].
- 28 agosto: visita e celebrazione eucaristica nella basilica di Sant'Agostino in Campo Marzio, nella festa del santo e in occasione dell'apertura del Capitolo generale dell'Ordine[127].
- 10 settembre: visita privata alla mensa del centro Astalli (servizio dei gesuiti per i rifugiati in Italia) in via Astalli[128].
- 1º novembre: visita e celebrazione eucaristica al cimitero del Verano[129].
- 14 novembre: Visita ufficiale del Santo Padre al Palazzo del Quirinale, per incontrare il Presidente della Repubblica Italiana Giorgio Napolitano.
- 21 novembre: visita al monastero di sant'Antonio abate delle monache benedettine camaldolesi[130].
- 1º dicembre: I domenica di Avvento, visita pastorale nella chiesa di San Cirillo Alessandrino[131].
- 8 dicembre: omaggio all'Immacolata in Piazza di Spagna.

### 2014
- 3 gennaio: visita e celebrazione eucaristica alla chiesa del Gesù nel giorno della ricorrenza liturgica del Santissimo Nome di Gesù[132].
- 6 gennaio: visita al presepe vivente allestito dalla parrocchia di Sant'Alfonso Maria de' Liguori, alla periferia di Roma[133].
- 19 gennaio: visita pastorale alla parrocchia del Sacro Cuore di Gesù a Castro Pretorio[134].
- 25 gennaio: Vespri nella basilica di San Paolo fuori le mura a conclusione della Settimana di Preghiera per l'Unità dei Cristiani e nel giorno solenne della Conversione di San Paolo.
- 16 febbraio: visita pastorale alla parrocchia di San Tommaso Apostolo all'Infernetto[135].
- 5 marzo: Mercoledì delle Ceneri - santa messa nella basilica di Santa Sabina.
- 9-14 marzo: trasferimento ad Ariccia per gli esercizi spirituali della Curia romana[136].
- 16 marzo: visita pastorale alla parrocchia di Santa Maria dell'Orazione a Setteville di Guidonia[137].
- 21 marzo: veglia di preghiera con le famiglie delle vittime delle mafie presso la parrocchia di San Gregorio VII[138].
- 6 aprile: visita pastorale alla parrocchia romana di San Gregorio Magno[139].
- 17 aprile: giovedì santo, visita al Centro Santa Maria della Provvidenza della Fondazione Don Gnocchi per la messa nella Cena del Signore[140].
- 24 aprile: messa in ringraziamento per la canonizzazione di José de Anchieta nella chiesa di Sant'Ignazio di Loyola[141].
- 4 maggio: messa nella chiesa di Santo Stanislao dei Polacchi in ringraziamento per la canonizzazione di papa Giovanni Paolo II.
- 1º giugno: incontro con il Rinnovamento nello Spirito Santo allo Stadio Olimpico.
- 15 giugno: visita alla Comunità di Sant'Egidio[142].
- 19 giugno: Santissimo Corpo e Sangue di Cristo - santa messa in Piazza San Giovanni in Laterano e Processione fino a Piazza Santa Maria Maggiore.
- 27 settembre: visita e celebrazione dei vespri alla chiesa del Gesù in occasione del bicentenario della ricostituzione della Compagnia di Gesù.[143]
- 1º novembre: visita e celebrazione eucaristica al cimitero del Verano.
- 8 dicembre: omaggio all'Immacolata in Piazza di Spagna.
- 14 dicembre: visita pastorale alla parrocchia di San Giuseppe all'Aurelio.[144]

### 2015
- 25 gennaio: Vespri nella basilica di San Paolo fuori le mura a conclusione della Settimana di Preghiera per l'Unità dei Cristiani e nel giorno solenne della Conversione di San Paolo.
- 8 febbraio: visita pastorale alla parrocchia di San Michele Arcangelo a Pietralata.[145]
- 18 febbraio: Mercoledì delle Ceneri - santa messa nella basilica di Santa Sabina.
- 22-27 febbraio: trasferimento ad Ariccia per gli esercizi spirituali della Curia romana.
- 7 marzo: visita alla parrocchia di Ognissanti in occasione della prima messa di papa Paolo VI secondo la riforma post-conciliare.[146]
- 8 marzo: visita alla parrocchia di Santa Maria Madre del Redentore.[147]
- 2 aprile: giovedì santo, visita al carcere Nuovo Complesso Rebibbia per la messa nella Cena del Signore.[148]
- 2 maggio: celebrazione eucaristica Pontificio Collegio Americano del Nord.[149]
- 3 maggio: visita alla parrocchia di Santa Maria Regina Pacis al Lido di Ostia.[150]
- 4 giugno: Santissimo Corpo e Sangue di Cristo - santa messa in Piazza San Giovanni in Laterano e Processione fino a Piazza Santa Maria Maggiore.
- 1º novembre: visita e celebrazione eucaristica al cimitero del Verano.
- 9 novembre: celebrazione eucaristica in San Giovanni in Laterano per l'ordinazione episcopale di Angelo De Donatis, nominato vescovo ausiliare della diocesi di Roma
- 15 novembre: visita alla chiesa evangelica e luterana di Roma.
- 8 dicembre: omaggio all'Immacolata in Piazza di Spagna.
- 13 dicembre: apertura della Porta Santa nell'arcibasilica Lateranense.
- 18 dicembre: apertura della Porta della Carità e inaugurazione dell'Ostello della Caritas presso la Stazione Termini di Roma.

### 2016
- 1º gennaio: apertura della Porta Santa nella basilica di Santa Maria Maggiore.
- 15 gennaio: visita a "Casa Iride" a Torrespaccata e ad una casa anziani RSA (venerdì di misericordia del Giubileo).
- 17 gennaio: visita alla Sinagoga di Roma.
- 25 gennaio: Vespri nella basilica di San Paolo fuori le mura a conclusione della settimana di preghiera per l'unità dei cristiani e nel giorno solenne della Conversione di San Paolo.
- 26 febbraio: visita alla comunità recupero tossicodipendenti Ceis ai Castelli (venerdì di misericordia del Giubileo).
- 6-11 marzo: trasferimento ad Ariccia per gli esercizi spirituali della Curia romana.
- 24 marzo: giovedì santo, visita al Centro di accoglienza per richiedenti asilo di Castelnuovo di Porto per la messa nella Cena del Signore.[151]
- 13 maggio: visita alla comunità di disabili "Il Chicco" a Ciampino (venerdì di misericordia del Giubileo).
- 26 maggio: Santissimo Corpo e Sangue di Cristo - santa messa in Piazza San Giovanni in Laterano e Processione fino a Piazza Santa Maria Maggiore.
- 17 giugno: visita alle comunità di sacerdoti "Monte Tabor" e "Casa San Gaetano" (venerdì di misericordia del Giubileo).
- 18 giugno: visita al Collegio universitario Fondazione Comunità Domenico Tardini in Villa Nazareth.
- 12 agosto: visita alla comunità "Papa Giovanni XXIII" a Roma per ragazze vittime della tratta e dello sfruttamento sessuale (venerdì di misericordia del Giubileo).
- 31 agosto: visita alla fiera di Roma, per partecipare al Congresso Internazionale dei cardiologi.
- 16 settembre: visita all'ospedale San Giovanni ai bambini malati e all'Hospice "Villa Speranza" ai pazienti in fase terminale (venerdì di misericordia del Giubileo).
- 5 ottobre: visita alla chiesa dei Santi Andrea e Gregorio al Monte Celio per la commemorazione del 50º anniversario dell'incontro tra il beato Paolo VI e l'Arcivescovo di Canterbury e dell'istituzione del Centro Anglicano di Roma, con l'arcivescovo di Canterbury Justin Welby.
- 14 ottobre: visita al "Villaggio SOS bambini" di Roma (venerdì di misericordia del Giubileo).
- 2 novembre: visita e celebrazione eucaristica al cimitero Flaminio.
- 11 novembre: visita a sette famiglie di preti che hanno lasciato il sacerdozio, a Ponte di Nona (venerdì di misericordia del Giubileo).
- 8 dicembre: omaggio all'Immacolata in Piazza di Spagna.

### 2017
- 15 gennaio: visita pastorale alla parrocchia romana Santa Maria a Setteville.
- 21 gennaio: santa messa nella basilica di San Giovanni in Laterano in occasione della chiusura del Giubileo per gli 800 anni della conferma dell'Ordine dei Predicatori.
- 25 gennaio: Vespri nella basilica di San Paolo fuori le mura a conclusione della Settimana di preghiera per l'Unità dei Cristiani e nel giorno solenne della Conversione di San Paolo.
- 17 febbraio: visita all'Università degli Studi Roma Tre.
- 19 febbraio: visita pastorale alla parrocchia di Santa Maria Josefa del Cuore di Gesù a Castelverde.
- 26 febbraio: visita alla chiesa anglicana "All Saints".
- 1º marzo: Mercoledì delle Ceneri - santa messa nella basilica di Santa Sabina.
- 2 marzo: incontro con i parroci di Roma in San Giovanni in Laterano.
- 5-10 marzo: trasferimento ad Ariccia per gli esercizi spirituali della Curia romana.
- 12 marzo: visita pastorale alla parrocchia romana di Santa Maddalena di Canossa nella Borgata Ottavia.
- 8 aprile: veglia di preghiera in preparazione alla Giornata Mondiale della Gioventù, basilica di Santa Maria Maggiore.
- 13 aprile: Giovedì santo, visita alla Casa di Reclusione di Paliano, per la messa nella Cena del Signore.
- 22 aprile: Liturgia della Parola con la Comunità di Sant'Egidio, in memoria dei "nuovi martiri" del XX e XXI secolo, basilica di San Bartolomeo all'Isola.
- 19 maggio: benedizione di alcuni appartamenti delle case popolari della parrocchia Santa Maria Stella Maris di Ostia.
- 21 maggio: visita pastorale alla parrocchia romana di San Pier Damiani.
- 3 giugno: Veglia di preghiera di Pentecoste in occasione del "Giubileo d'Oro" del Rinnovamento Carismatico cattolico, Circo Massimo.
- 10 giugno: Visita ufficiale del Santo Padre al Palazzo del Quirinale, per incontrare il Presidente della Repubblica Italiana Sergio Mattarella.
- 18 giugno: Santissimo Corpo e Sangue di Cristo - santa messa in Piazza San Giovanni in Laterano e Processione fino a Piazza Santa Maria Maggiore.
- 19 giugno: Apertura del Convegno Pastorale Diocesano, basilica di San Giovanni in Laterano.
- 12 ottobre: Visita al Pontificio istituto orientale e celebrazione eucaristica nella basilica di Santa Maria Maggiore.
- 2 novembre: visita e celebrazione eucaristica al Cimitero americano di Nettuno. Omaggio alle vittime dell'eccidio delle Fosse Ardeatine.
- 8 dicembre: omaggio all'Immacolata in Piazza di Spagna.

### 2018
- 5 gennaio: visita a sorpresa all'ospedale pediatrico Bambino Gesù di Palidoro[152].
- 25 gennaio: Vespri nella basilica di San Paolo fuori le mura a conclusione della Settimana di Preghiera per l'Unità dei Cristiani e nel giorno solenne della Conversione di San Paolo.
- 28 gennaio: santa messa nella basilica di Santa Maria Maggiore nella festività della traslazione dell'icona della Salus Populi Romani.
- 28 gennaio: Visita alla comunità greco-cattolica ucraina nella basilica di Santa Sofia in Via Boccea.
- 14 febbraio: Mercoledì delle Ceneri - santa messa nella basilica di Santa Sabina con il rito dell'imposizione delle Ceneri.
- 18-23 febbraio: trasferimento ad Ariccia per gli esercizi spirituali della Curia romana.
- 25 febbraio: visita alla parrocchia di San Gelasio I papa.
- 2 marzo: visita a sorpresa nella "Casa di Leda", una struttura protetta per mamme detenute con figli minori.
- 11 marzo: incontro con la Comunità di Sant'Egidio, nel 50º anniversario della sua fondazione, in Piazza di Santa Maria in Trastevere.
- 29 marzo: Giovedì santo - visita alla Casa circondariale "Regina Coeli" per la messa nella Cena del Signore.
- 15 aprile: visita alla parrocchia di San Paolo della Croce a Corviale.
- 1º maggio: Santo Rosario per l'inizio del mese di maggio nel Santuario della Madonna del Divino Amore a Castel di Leva.
- 3 maggio: visita privata alla Pontificia Accademia ecclesiastica, presiedendo la preghiera dei vespri.
- 5 maggio: incontro a Tor Vergata col Cammino neocatecumenale nel 50º anniversario dall'inizio del Cammino.
- 6 maggio: visita alla parrocchia del Santissimo Sacramento a Tor de' Schiavi.
- 25 maggio: Visita all'Istituto comprensivo "Elisa Scala" di Roma, nel quadro dei "Venerdì della Misericordia".
- 3 giugno: Santissimo Corpo e Sangue di Cristo - santa messa e Processione, Piazza di Santa Monica, Ostia.
- 11 agosto: Veglia di preghiera con i giovani italiani, Circo Massimo.
- 2 novembre: visita e celebrazione eucaristica al cimitero Laurentino.
- 7 dicembre: visita a sorpresa a due strutture sulla Laurentina: "Casa Amica Onlus" e "Il Ponte e l'Albero".
- 8 dicembre: omaggio all'Immacolata in Piazza di Spagna e visita al quotidiano "Il messaggero".

### 2019
- 18 gennaio: Vespri nella basilica di San Paolo fuori le mura all'inizio dell'Ottavario di Preghiera per l'unità dei Cristiani.
- 3 marzo: visita pastorale alla parrocchia di San Crispino da Viterbo.
- 6 marzo: Mercoledì delle Ceneri - santa messa nella basilica di Santa Sabina con il rito dell'imposizione delle Ceneri.
- 10-15 marzo: trasferimento ad Ariccia per gli esercizi spirituali della Curia romana.
- 26 marzo: visita a sorpresa alla Pontificia Università Lateranense per guidare la meditazione della lectio divina e poi visita in Campidoglio all'amministrazione comunale di Roma.
- 7 aprile: visita pastorale alla parrocchia di San Giulio a Monteverde.
- 18 aprile: Giovedì santo - visita alla Casa circondariale di Velletri (Roma) per la messa nella Cena del Signore.
- 23 giugno: Santissimo Corpo e Sangue di Cristo - santa messa nella chiesa di Santa Maria Consolatrice e processione per le strade del quartiere di Casal Bertone.
- 2 novembre: visita e celebrazione eucaristica alle Catacombe di Priscilla.
- 9 novembre: santa messa nella basilica di San Giovanni in Laterano in occasione della festa della Dedicazione.
- 29 novembre: visita alla Cittadella della Carità della Caritas diocesana di Roma.
- 8 dicembre: omaggio all'Immacolata in Piazza di Spagna.
- 20 dicembre: visita a sorpresa al Liceo classico Pilo Albertelli di Roma.

### 2020
- 25 gennaio: Vespri nella basilica di San Paolo fuori le mura a conclusione della Settimana di Preghiera per l'Unità dei Cristiani e nel giorno solenne della Conversione di San Paolo.
- 26 febbraio: Mercoledì delle Ceneri - santa messa nella basilica di Santa Sabina con il rito dell'imposizione delle Ceneri.
- 15 marzo: visita privata alla basilica di Santa Maria Maggiore e alla chiesa di San Marcello al Corso per pregare per la fine della pandemia di COVID-19.
- 19 aprile: santa messa nella chiesa di Santo Spirito in Sassia in occasione della domenica della divina misericordia.
- 20 ottobre: preghiera ecumenica per la pace con le altre confessioni cristiane nella basilica di Santa Maria in Aracoeli, e poi cerimonia con i rappresentanti delle grandi religioni mondiali sulla piazza del Campidoglio.
- 8 dicembre: omaggio all'Immacolata in Piazza di Spagna e celebrazione eucaristica, in forma privata, presso la basilica di Santa Maria Maggiore.

### 2021
- 11 aprile: santa messa nella chiesa di Santo Spirito in Sassia in occasione della domenica della divina misericordia.
- 20 maggio: visita nella sede di Scholas Occurrentes, a Palazzo di San Callisto, in occasione delle aperture delle nuove sedi nei cinque continenti.
- 24 maggio: si reca all'Ergife Palace Hotel di Roma per aprire la 74ª assemblea generale della Conferenza Episcopale Italiana.
- 7 ottobre: si reca alla piazza antistante il Colosseo per la chiusura dell'incontro "Popoli fratelli, terra futura".
- 22 ottobre: visita nella curia generalizia delle figlie di Maria Ausiliatrice in occasione del loro capitolo generale.
- 2 novembre: santa messa presso il Cimitero militare francese nella Commemorazione di tutti i fedeli defunti.
- 5 novembre: santa messa nel Policlinico Gemelli in occasione del 60º anniversario dell'inaugurazione della facoltà di medicina e chirurgia dell'università cattolica del Sacro Cuore.
- 22 novembre: si reca all'Ergife Palace Hotel di Roma per aprire la 75ª assemblea generale straordinaria della Conferenza Episcopale Italiana.
- 25 novembre: si reca al Pontificio collegio internazionale Maria Mater Ecclesiae per incontrare un gruppo di giovani della comunità "Scholas".
- 8 dicembre: in forma privata compie il tradizionale omaggio all'Immacolata in Piazza di Spagna e poi si reca alla basilica di Santa Maria Maggiore per un momento di preghiera.
- 8 dicembre: si reca presso la sede della Comunità Cenacolo per incontrare i membri della fraternità Buon Samaritano.

### 2022
- 25 gennaio: Vespri nella basilica di San Paolo fuori le mura a conclusione della Settimana di Preghiera per l'Unità dei Cristiani e nel giorno solenne della Conversione di San Paolo.
- 25 febbraio: si reca presso l'ambasciata russa in via della Conciliazione per un tentativo di mediazione nella crisi russo-ucraina.
- 12 marzo: assiste alla concelebrazione eucaristica alla chiesa del Gesù nel 400º anniversario della canonizzazione di sant'Ignazio di Loyola.
- 19 marzo: si reca in visita ai bambini ucraini ricoverati all'ospedale pediatrico Bambino Gesù.
- 14 aprile: Giovedì santo - visita alla Casa circondariale di Civitavecchia (Roma) per la messa nella Cena del Signore.
- 31 maggio: recita del santo rosario e preghiera per la pace nella basilica di Santa Maria Maggiore, a conclusione del mese mariano.
- 8 giugno: visita la Pontificia accademia ecclesiastica.
- 25 ottobre: si reca al Colosseo a pregare per la pace in Ucraina e nel mondo, insieme ai rappresentanti delle Chiese e comunità cristiane e delle religioni mondiali.
- 8 dicembre: preghiera presso l'icona Salus populi Romani nella basilica di Santa Maria Maggiore e omaggio all'Immacolata in Piazza di Spagna.

### 2023
- 25 gennaio: Vespri nella basilica di San Paolo fuori le mura a conclusione della Settimana di Preghiera per l'Unità dei Cristiani e nel giorno solenne della Conversione di San Paolo.
- 22 febbraio: Mercoledì delle Ceneri - santa messa nella basilica di Santa Sabina con il rito dell'imposizione delle Ceneri.
- 17 marzo: celebrazione della riconciliazione presso la parrocchia di Santa Maria delle Grazie al Trionfale per l'iniziativa "24 ore per il Signore".
- 6 aprile: Giovedì santo - visita all'istituto penale minorile "Casal del Marmo" a Primavalle per la messa nella Cena del Signore.
- 12 maggio: si reca all'auditorium di Via della Conciliazione per partecipare agli Stati generali della Natalità.
- 27 maggio: si reca presso gli studi televisivi Rai di Saxa Rubra per partecipare al programma televisivo A Sua immagine.
- 24 settembre: si reca presso palazzo Madama, sede del Senato della Repubblica, per rendere omaggio alla camera ardente del presidente emerito della Repubblica italiana Giorgio Napolitano.
- 28 settembre: si reca presso la parrocchia di Santa Maria della Salute a Primavalle per incontrare i sacerdoti della medesima prefettura.
- 2 novembre: santa messa presso il Rome War Cemetery nella Commemorazione di tutti i fedeli defunti.
- 16 novembre: si reca presso la parrocchia di Santa Maria Madre dell'Ospitalità a Villa Verde per incontrare i sacerdoti della medesima prefettura.
- 8 dicembre: preghiera e dono della rosa d'oro presso l'icona Salus populi Romani nella basilica di Santa Maria Maggiore e omaggio all'Immacolata in Piazza di Spagna.
- 21 dicembre: si reca presso il Centro Pastorale Santa Gianna Beretta Molla della parrocchia di San Giorgio ad Acilia per incontrare i sacerdoti della XXVII prefettura della diocesi di Roma e i prefetti del settore sud della città.

### 2024
- 13 gennaio: incontro con il clero della diocesi di Roma presso la basilica di San Giovanni in Laterano.
- 25 gennaio: Vespri nella basilica di San Paolo fuori le mura a conclusione della Settimana di Preghiera per l'Unità dei Cristiani e nel giorno solenne della Conversione di San Paolo.
- 14 febbraio: Mercoledì delle Ceneri - santa messa nella basilica di Santa Sabina con il rito dell'imposizione delle Ceneri.
- 8 marzo: celebrazione della riconciliazione presso la parrocchia di San Pio V all'Aurelio per l'iniziativa "24 ore per il Signore"[153].
- 28 marzo: Giovedì santo - visita alla Casa circondariale femminile di Rebibbia (Roma) per la messa nella Cena del Signore.
- 5 aprile: si reca presso la parrocchia di Sant'Enrico a Casal Monastero per incontrare i sacerdoti dell'XI prefettura della diocesi di Roma.
- 11 aprile: si reca presso la parrocchia di San Giovanni Maria Vianney a Borghesiana per incontrare i gruppi del catechismo.
- 3 maggio: si reca presso la basilica di Santa Croce in Gerusalemme per incontrare i sacerdoti del settore Centro della diocesi di Roma.
- 10 maggio: si reca all'auditorium di Via della Conciliazione per partecipare agli Stati generali della Natalità.
- 14 maggio: si reca presso la parrocchia di San Giuseppe al Trionfale dove incontra i sacerdoti della diocesi di Roma dai 40 anni di ordinazione in su.
- 24 maggio: si reca presso la parrocchia di Santa Bernadette Soubirous, nel quartiere di Colli Aniene, dove incontra circa 80 ragazzi e giovani nel contesto della "Scuola di preghiera", in preparazione al Giubileo del 2025.
- 25 maggio: incontro con i bambini allo Stadio Olimpico in occasione della I Giornata Mondiale dei Bambini.
- 29 maggio: si reca presso la casa delle Pie discepole del Divin Maestro per incontrare i sacerdoti della diocesi di Roma fino a dieci anni di ordinazione.
- 2 giugno: Santissimo Corpo e Sangue di Cristo - santa messa nella basilica di San Giovanni in Laterano e processione eucaristica fino a Piazza Santa Maria Maggiore.
- 6 giugno: si reca nel quartiere romano di Palmarola per incontrare una trentina di famiglie di un condominio della parrocchia di Santa Brigida di Svezia.
- 10 giugno: visita in Campidoglio all'amministrazione comunale di Roma.
- 11 giugno: si reca presso l'Università Pontificia Salesiana dove incontra i sacerdoti della diocesi di Roma dall'undicesimo al trentanovesimo anno di ordinazione.
- 23 giugno: si reca nella chiesa dei Santi Quaranta Martiri e San Pasquale Baylon per pregare davanti al feretro del francescano, suo confessore, fra José Manuel Sanchis Cantó.
- 31 luglio: si reca a Ostia per far visita a suor Geneviève Jeanningros, Piccola sorella di Gesù, e alla comunità dei giostrai e circensi del luna park di Ostia Lido.
- 5 agosto: si reca presso la basilica di Santa Maria Maggiore per partecipare ai secondi vespri in occasione dell'anniversario della dedicazione della Basilica e della solennità della Madonna della Neve.
- 27 agosto: visita privata presso la basilica di Sant'Agostino in Campo Marzio in occasione della memoria liturgica di santa Monica, madre di sant'Agostino.
- 6 ottobre: recita il rosario per la pace nella basilica di Santa Maria Maggiore insieme a tutti i partecipanti al Sinodo e a numerosi fedeli della diocesi di Roma.
- 25 ottobre: si reca nella basilica di San Giovanni in Laterano per intervenire all'assemblea della diocesi di Roma, a 50 anni dal convegno sui "mali di Roma".
- 2 novembre: santa messa presso il cimitero Laurentino nella Commemorazione di tutti i fedeli defunti.
- 5 novembre: si reca presso la comunità accademica della Pontificia Università Gregoriana in occasione del Dies Academicus.
- 8 dicembre: omaggio all'Immacolata in Piazza di Spagna e visita alla mostra su Marc Chagall in Via del Corso.
- 26 dicembre: apertura della Porta Santa nel carcere di Rebibbia.

### 2025
- 4 gennaio: in San Giovanni in Laterano partecipa all'ordinazione episcopale di Renato Tarantelli Baccari, nominato vicegerente della diocesi di Roma.
- 11 gennaio: si reca in visita alla sede della Fondazione Roma presso palazzo Sciarra Colonna di Carbognano in via del Corso.
- 25 gennaio: Vespri nella basilica di San Paolo fuori le mura a conclusione della Settimana di Preghiera per l'Unità dei Cristiani e nel giorno solenne della Conversione di San Paolo.
- 17 aprile: Giovedì santo - visita alla casa circondariale "Regina Coeli".

## Statistiche
Legenda:
     1 viaggio
     2 viaggi
     3 viaggi
| Continente            | Paesi visitati                | Paesi visitati     |
| Europa                | Francia                       | Francia            |
| Europa                | Grecia                        |                    |
| Europa                | Portogallo                    |                    |
| Europa                | Ungheria                      |                    |
| Europa                | Albania                       |                    |
| Europa                | Belgio                        |                    |
| Europa                | Bosnia ed Erzegovina          |                    |
| Europa                | Bulgaria                      |                    |
| Europa                | Cipro                         |                    |
| Europa                | Estonia                       |                    |
| Europa                | Irlanda                       |                    |
| Europa                | Lettonia                      |                    |
| Europa                | Lituania                      |                    |
| Europa                | Lussemburgo                   |                    |
| Europa                | Macedonia del Nord            |                    |
| Europa                | Malta                         |                    |
| Europa                | Polonia                       |                    |
| Europa                | Romania                       |                    |
| Europa                | Slovacchia                    |                    |
| Europa                | Svizzera                      |                    |
| Europa                | Svezia                        |                    |
| Totale Europa         | 21                            | 21                 |
| America               | Canada                        | Canada             |
| America               | Messico                       |                    |
| America               | Stati Uniti                   |                    |
| America               | Totale America Settentrionale | 3                  |
| America               | Cuba                          |                    |
| America               | Panama                        |                    |
| America               | Totale America Centrale       | 2                  |
| America               | Brasile                       |                    |
| America               | Bolivia                       |                    |
| America               | Cile                          |                    |
| America               | Colombia                      |                    |
| America               | Ecuador                       |                    |
| America               | Paraguay                      |                    |
| America               | Perù                          |                    |
| America               | Totale America Meridionale    | 7                  |
| Totale America        | 12                            | 12                 |
| Asia                  | Armenia                       | Armenia            |
| Asia                  | Azerbaigian                   |                    |
| Asia                  | Bangladesh                    |                    |
| Asia                  | Bahrein                       |                    |
| Asia                  | Birmania                      |                    |
| Asia                  | Corea del Sud                 |                    |
| Asia                  | Emirati Arabi Uniti           |                    |
| Asia                  | Filippine                     |                    |
| Asia                  | Georgia                       |                    |
| Asia                  | Giappone                      |                    |
| Asia                  | Giordania                     |                    |
| Asia                  | Indonesia                     |                    |
| Asia                  | Iraq                          |                    |
| Asia                  | Israele                       |                    |
| Asia                  | Kazakistan                    |                    |
| Asia                  | Palestina                     |                    |
| Asia                  | Mongolia                      |                    |
| Asia                  | Singapore                     |                    |
| Asia                  | Sri Lanka                     |                    |
| Asia                  | Thailandia                    |                    |
| Asia                  | Timor Est                     |                    |
| Asia                  | Turchia                       |                    |
| Totale Asia           | 22                            | 22                 |
| Africa                | Egitto                        | Egitto             |
| Africa                | Kenya                         |                    |
| Africa                | Madagascar                    |                    |
| Africa                | Marocco                       |                    |
| Africa                | Mauritius                     |                    |
| Africa                | Mozambico                     |                    |
| Africa                | Rep. Centrafricana            |                    |
| Africa                | RD del Congo                  |                    |
| Africa                | Sudan del Sud                 |                    |
| Africa                | Uganda                        |                    |
| Totale Africa         | 10                            | 10                 |
| Oceania               | Papua Nuova Guinea            | Papua Nuova Guinea |
| Totale Oceania        | 1                             | 1                  |
| Totale paesi visitati | 66                            | 66                 |